# JR東日本701系電車
701系電車（701けいでんしゃ）は、東日本旅客鉄道（JR東日本）の交流用電車。1993年（平成5年）から交流電化区間用の標準車両として製造された。
また、盛岡 - 青森間の東北本線を移管したIGRいわて銀河鉄道・青い森鉄道でも同設計の新造車、およびJR東日本からの譲受車をそれぞれIGR7000系と青い森701系として保有している。本項ではこの両形式についても記述する。

## 概要
東北地区の幹線電化区間の普通列車には、国鉄分割民営化後の1990年代以降も客車や急行形電車が多数用いられていた。これは首都圏地区と比べて相対的な不採算路線であったため、新型車両を導入せずに遊休化していた古い車両を転用していた場合が多かったためである。
秋田地区の羽越本線・奥羽本線と盛岡地区の東北本線では地域輸送に客車を使用していたが、始発・終着駅での電気機関車の機回し作業に時間と手間を要するため非効率であり、また編成が短いため1列車あたりの運行コストが高くなりやすかった。使用された客車も12系2000番台は老朽化が激しく、50系は車齢こそ10年程度ながら冷房装置が設置されていないなど、サービス面でそれぞれ問題があった。
一方、仙台地区では普通列車の電車化こそ行われていたが、使用されていたのは2扉の急行形電車455・457系を主体に特急型583系を改造した715系が多数残存し、上述の12系と同様にラッシュ時の運用に向かない客室や、老朽化の進行などの問題が顕在化しており、取り替えは喫緊の課題であった（急行形車両#淘汰とその要因・国鉄419系・715系電車#登場の背景も参照）。
これらの客車や電車の置き換えを目的として製造されたのが当系列である。当系列は2両・3両・4両編成を単位とし、これらを組み合わせ最大8両までの組成が可能で、編成の増・解結による柔軟な輸送力の調節を可能とした。2両編成についてはワンマン運転に対応するため、整理券発行機などの各種対応機器を設置した。
最初のグループが1993年に秋田・盛岡地区に投入されたのち、JR東日本の交流電化区間における事実上の標準車として2001年（平成13年）までに各線区に投入された。通常の在来線のほか、奥羽本線と田沢湖線の新幹線直通化後は、標準軌仕様の車両が投入されたほか、東北新幹線延伸に伴う東北本線経営分離に当たっても、本系列の姉妹車が譲渡・新製により投入されている。

## 構造

### 車体
209系で採用された川崎重工業の2シート工法による、プレスを多用した軽量ステンレス製構体を採用する。前面は貫通扉付の切妻構造でFRP部材を用いるが、全体をFRPで覆った209系とは異なりステンレスを主体とし、貫通扉上部に前照灯、腰部に外ばめ式の尾灯を備え、FRPを縁取りに用いた意匠は、国鉄末期に導入された205系などに近い。客用扉は両開き式のものを片側3か所に設置し、在来線用の車両は運用線区の駅ホーム高さの関係上、ステップが備わる。耐寒・耐雪構造となっており、耐雪ブレーキ、スノープラウ、側引戸レールヒーター、床下機器箱の耐寒構造化などが行われている。
川崎重工業（現・川崎車両）のほか、川崎重工業で製作した構体を使用して東日本旅客鉄道土崎工場（現・秋田総合車両センター）で77両がノックダウン生産された。
側面窓は車端部以外は4連窓で中央2窓を2段上段下降式にしたユニットサッシ（5000番台を除く）である。窓寸法は極力大きくし、熱線吸収ガラスを使用してカーテンを省略した。車端部は通常の1枚窓を設置する。
冷房装置は集中式を採用しており、在来線運用車はAU710A形（冷凍能力44.19 kW ≒ 38,000 kcal/h）、標準軌区間用の5000番台と5500番台はAU723 形（冷凍能力は同じ）を屋根上に1基搭載する。中間側妻面の貫通扉は幅を 1,200 mm に拡幅した両開き式とし、ワンマン運転時の乗客移動に配慮した。
剛性値についてはIGR7000系で下記のような値となっている。
| 項目             | 特性           | 備考           |
| ---------------- | -------------- | -------------- |
| 台車心皿間距離   | 13,800         |                |
| 片側出入口個数   | 3扉            |                |
| 相当曲げ剛性     | 862 MN・m2     | Mc車構体完成時 |
| 相当ねじり剛性   | 222 MN・m2/rad | Mc車構体完成時 |
| 曲げ固有振動数   | 13.5 Hz        | Mc車構体完成時 |
| ねじり固有振動数 | 4.4 Hz         | Mc車構体完成時 |

なお、当初新聞や鉄道雑誌に掲載された完成予想図は、片側3扉のうち運転台直後の乗降扉のみ片開き式という変則的な扉配置となっており、側面窓も戸袋窓が設置され211系電車に近い窓配置となっていた。尾灯も後年の標準軌車と同様に窓上のブラックフェイス部に埋め込まれており、車体帯色もオレンジ（先頭部分のみ赤帯あり）が配されるなど、落成した実車と大きく異なるものだった。

#### 車体色
利用客の誤乗防止のため、車体帯色は配置された路線・事業者ごとに異なっている。青い森鉄道およびIGRいわて銀河鉄道の車体帯色は、所有企業が変わってから順次塗り替えられた。
|  |
|  |

|  |

|  |
|  |
|  |

|  |
|  |
|  |

|  |
|  |

|  |

|  |

|  |
|  |
|  |

|  |

|  |
|  |
|  |

|  |

|  |

|  |

|  |

|  |
|  |

|  |
|  |

### 車内

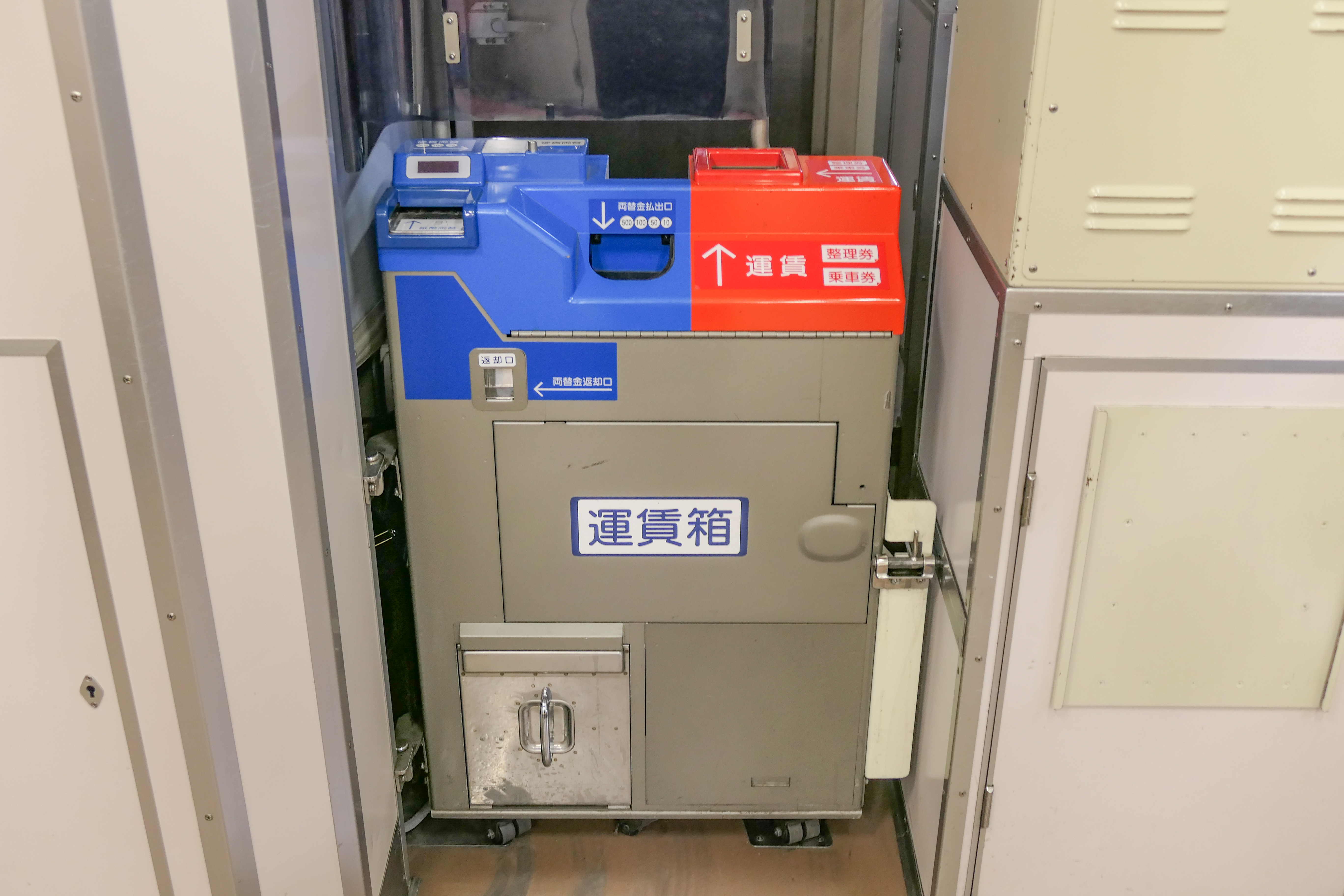
ワンマン運転時に使用する運賃箱

座席は当初、ワンマン運転時における車内監視や、乗客の運賃支払い時における車内移動の観点で有利とされたこと、短編成での通勤・通学輸送との兼ね合いから全席ロングシートで新製されたが、投入後の輸送実態を考慮してクロスシートを改造により設置した車両や、新製時よりクロスシートを設置した車両もある。座席モケットは細かい柄の入ったパープル色である。
客用扉は冬季の車内保温のため、各出入口の内外に開閉用スイッチを設けた半自動構造とし、2・4両編成にはドアチャイムを装備する。戸閉装置（ドアエンジン）は空気圧式で、歯付ベルトを用いて1本のシリンダーで2枚のドア（両開き扉）を駆動する。客用扉に隣接する袖仕切りは209系と同一の大形のものとして外気の流入を抑え、風防ガラスは省略された。暖房装置は座席直下に大容量のものを設置する。
| 形式                        | 先頭車 （クモハ701） | 先頭車（トイレ付） （クハ700） | 中間車             |
| --------------------------- | -------------------- | ------------------------------ | ------------------ |
| 狭軌用                      | 135人 （座席54人）   | 133人 （座席48人）             | 146人 （座席60人） |
| 5000番台 （標準軌）         | 137人 （座席56人）   | 135人 （座席50人）             |                    |
| 5500番台 （標準軌）         | 139人 （座席54人）   | 134人 （座席45人）             |                    |
| IGRいわて銀河鉄道 IGR7000系 | 133人 （座席56人）   | 125人 （座席46人）             |                    |

- 落成時点の定員

トイレはクハ700形に設けられ、211系と同様の循環式であるが便座が洋式になっている。車椅子対応の大型洋式トイレも一部編成にはある。トイレ向かい側の空間を車椅子スペースとしている。そのクハ700形は当初喫煙車であった。
内装の配色は明るいベージュ系でまとめられ、運転席背面と妻面以外をFRP製とし、天井の冷房用ダクトもFRPの一体成形である。
乗務員室は、複数編成での利用を考慮して、半室構造となっている。貫通路を構成する際やワンマン運転で最後尾となる場合は、運転席部分を締め切り、補助席側を客室として開放する。
主幹制御器は2横縦軸併用ツーハンドルマスコンである。簡易モニタ装置を搭載し、ドアやインバータなどの動作状況を監視できる。2両編成の車両にはワンマン運転関係機器（運転台近くに自動両替器付運賃箱、自動放送装置、運賃表示器、最後尾乗車口に整理券発行器）を設置する。

### 機器類

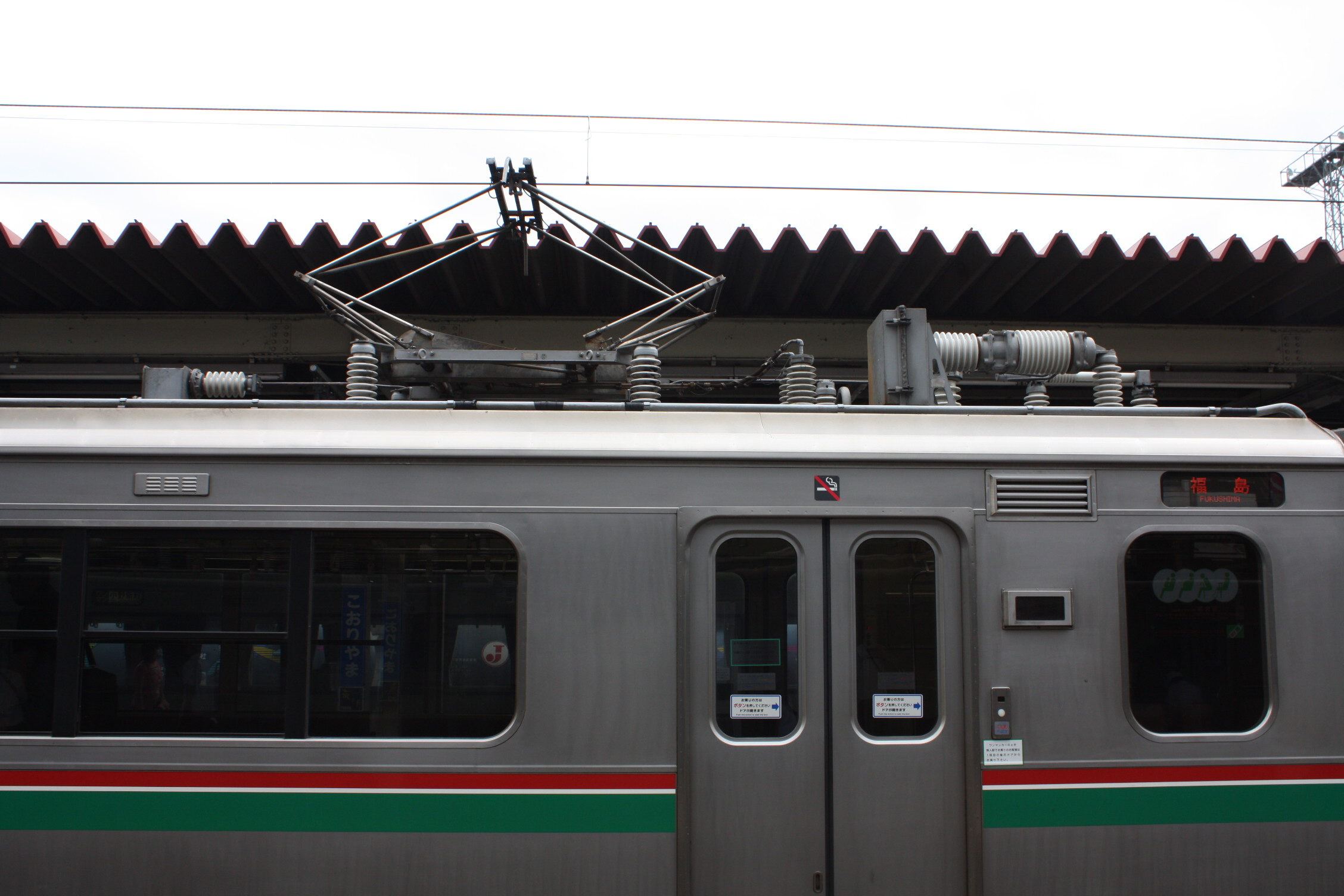
パンタグラフ
（ひし形PS105形）

架線からの単相交流20 kVを主変圧器で降圧した上で、主変換装置内のコンバータ（サイリスタ位相制御）により直流1,200Vに変換、その後VVVFインバータで三相交流に変換して主電動機を制御する。主変換装置（落成当初の機器）は三菱電機と富士電機で製造している。主変換装置のコンバータ部はサイリスタ（4,500V - 1,000A）とダイオード（4,500V - 1,600A）、インバータ（VVVFインバータ）部はパワートランジスタ (PTr。1,200V - 600A) 素子を使用している。なお、1500・5500番台車・IGRいわて銀河鉄道・青い森鉄道向けの新製車はコンバータ部に限ってIGBT素子となっている。
主電動機は新開発のかご形三相誘導電動機MT65形 (125 kW) を搭載する。209系のものを基本とするが、小型軽量化され、耐雪構造となる。起動加速度は2.1 km/h/sとなっている。
補助電源装置は0番台では電動発電機 (MG) を、それ以外では静止形インバータ（SIV）をそれぞれ採用している。SIVは富士電機が製造したもので（形式：SC49形。5500番台まで新製車に搭載）、交流電車特有の交交セクション区間通過時には、蓄電池からの給電により停電の発生しない無停電電源装置となっている。SIVは主変圧器三次巻線からの単相交流を入力電圧とし、安定した単相交流100V,50Hz（3.5 kVA×2）と直流100V（5 kW）を出力する。
運転室内には、各動力台車のON/OFFを個別に制御するためにNFBが設置されており、片方の動力台車に問題が起き、通常の運転が困難になった場合、問題のある方のスイッチを切り、1M方式を一時的に0.5M（片方の電動台車でのみ駆動）に切り替えることが可能となり、冗長性が向上した。また、主変換装置（インバータ部は1C2M2群制御）も同じく個別制御できるように、NFBの設置が行われている。
パンタグラフは下枠交差式のPS104形、ひし形のPS105形、シングルアーム式のPS106A形またはPS109形を搭載する。
ブレーキ装置は発電ブレーキまたは回生ブレーキ併用電気指令式空気ブレーキを全車に標準装備する。当初の車両は電気ブレーキとして抑速および発電ブレーキを装備し、屋根上に抑速・発電ブレーキ用の抵抗器を装備していたが、1997年（平成9年）以降製造の1500・5500番台は電気ブレーキが抑速とともに回生ブレーキに変更され、屋根上の抵抗器は装備してない。全車とも遅れ込め制御はなく、耐雪ブレーキ・直通予備ブレーキを併設する。秋田・仙台地区の一部車両は更新工事により、1500・5500番台と同じ回生ブレーキ併用空気ブレーキ装置へ変更したため、使用されていた屋根上の抵抗器が撤去され、1500・5500番台と屋根上はパンタグラフを除き同じ構成となった。
台車は209系で採用された軸梁式軽量ボルスタレス台車を基本に、床面高さを下げる（ステップとの段差を抑える）ため台車枠中心を下げた構造としたDT61A（動力台車）と TR246A（付随台車）を装備する。台車重量は動力台車DT61Aが主電動機を含めて5,625 kg、付随台車TR246Aが4,295 kgである。標準軌区間用の車両では台車枠を標準軌対応とし、台車枠中心を標準の高さに戻したDT63（動力台車）、TR248（5000番台付随台車）またはTR252（5500番台付随台車）を用いる。いずれの台車とも前位寄りに雪かき（スノープラウ）を装着する。
基礎ブレーキは動力台車がユニット式の片押し式踏面ブレーキ、付随台車が1軸1枚のディスクブレーキとした。ただし、TR248（5000番台）はユニット式の片押し式踏面ブレーキ + 1軸1枚のディスクブレーキ併用、TR252（5500番台）は踏面ブレーキはなく、急勾配に対応した1軸2枚のディスクブレーキ（後述）である。
保安装置はATS-P（標準軌区間、一部在来線区間）、ATS-Ps（在来線区間）、列車無線・防護無線の他、緊急列車防護装置 (TE) を設け、ワンマン対応車にはEB装置を設置する。

### 他形式との混結

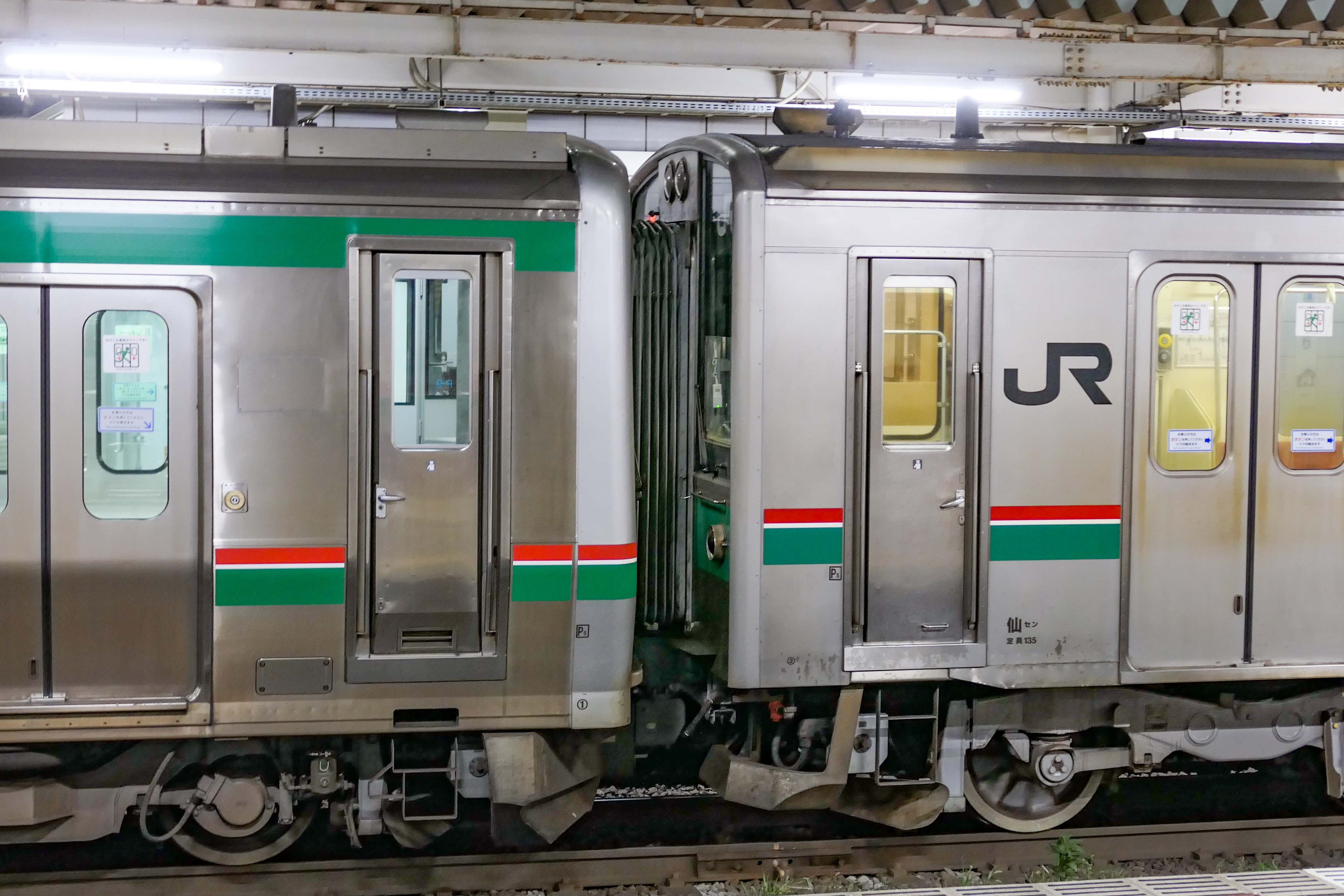
E721系と併結する701系（2021年9月）

719系とは故障した際の救援時に、E721系とは営業運転での併結が可能である。2010年（平成22年）10月20日よりE721系との併結運転を開始した。

## 番台別概説
各番台区分の出典。

### 狭軌仕様車

#### 0番台（秋田地区用）
秋田地区の客車列車置き換えのために1993年3月から10月にかけて、川崎重工業およびJR東日本土崎工場（現・秋田総合車両センター）で製造され、同年6月21日より運用を開始した。クモハ701+クハ700の2両編成が27本（54両、N11 - 12、N14 - N38 編成）、クモハ701+サハ701+クハ700の3両編成が10本（30両、N1-N4、N6-N10、N13編成）の計84両が在籍する。本区分のみ、前面の種別表示器は手動式幕であるが、後述の機器更新が行われた車両の一部ではLEDタイプのものへ取り替えられている。N11・12編成は当初3両編成だったが、のちにサハ700形を抜いて2両編成となり、抜かれたサハ700-11・12は2019年（平成31年）3月1日付で廃車され、譲渡車を除けばこれが701系の廃車第1号となった。
全車ロングシートで製造されたが、N36 - 38編成のクハ700形には、特急列車が消滅した奥羽本線新庄 - 大曲間のサービス向上のためにクロスシート設置改造が施工された。このクロスシートは後述の5000番台と同様の千鳥配置とされているが、シートピッチを広げ、折り畳み式のテーブルを設置している（このため着席定員は従来車と変化なし）。また、これらの編成は降雪による離線対策として2000年度にパンタグラフをシングルアーム式のPS106A形に換装していたが、2005年（平成17年）以降から改造が行われなかった秋田地区の701系にも離線対策としてシングルアーム式のPS109形への交換が行われた。PS106A形と比較してPS109形は、主枠組がステンレス化され、角形断面から丸パイプ構造とすることで着雪しづらい構造となっている。初期のPS106A形は降雪による離線が発生することから、装備していた編成についてはPS109形への交換が行われた
ワンマン運転用の運賃箱も当初の仕様から変更されている。なお、N5編成は2016年（平成28年）の踏切事故で前面を大破し、事故後秋田総合車両センター構内に留置されており、サハ701-5は一時期N29編成に組み込まれていた。その後2020年3月14日付で編成すべて除籍された。
線路設備モニタリング装置に関しては基本番台4編成に設置済みだが、奥羽本線の新庄 - 院内間（JR東日本東北本部(旧仙台支社)管内のみ）にて使用されている。
車体塗装は濃淡のマゼンタが採用された。登場時は淡い色調であったが、経年や太陽光（紫外線）による色褪せが著しいことから、濃い色調に変更した上で塗り替えられている。
編成表
|         |              | ← 青森山形・蟹田 → |               |               |
| 3両編成 | 形式         | ◇クモハ701 (Mc)    | サハ701 (T)   | クハ700 (Tc') |
| 3両編成 | 搭載機器     | MTr,CI,MG          |               | CP,BT         |
| 3両編成 | 車両重量 (t) | 37.4               | 23.6          | 27.9          |
| 2両編成 | 形式         | ◇クモハ701 (Mc)    | クハ700 (Tc') |               |

凡例
- MTr：主変圧器、CI：主変換装置、MG：電動発電機、SIV：静止形インバータ、CP：空気圧縮機、BT：蓄電池
  - 以降の編成表も同様

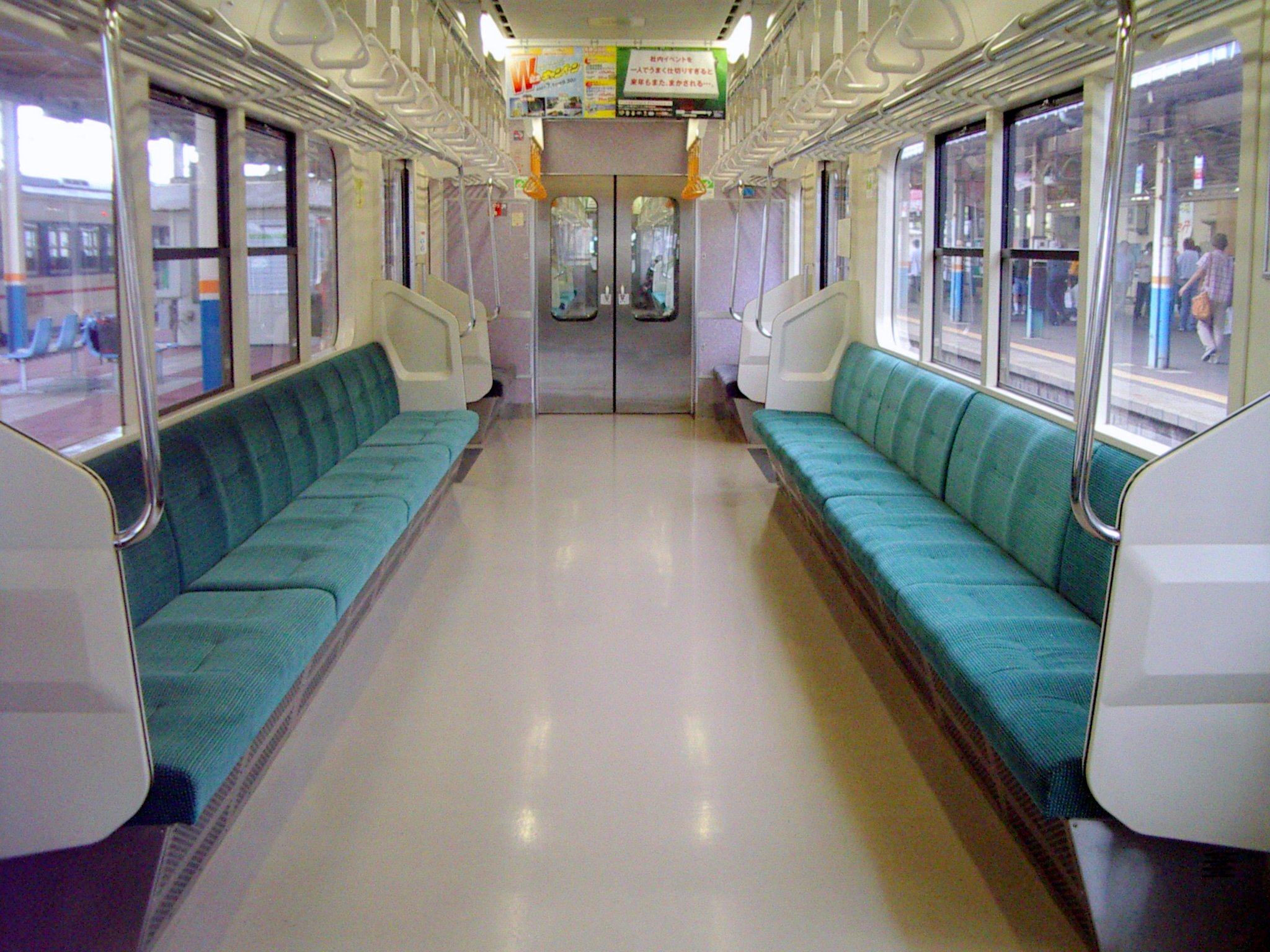
N1編成 客室
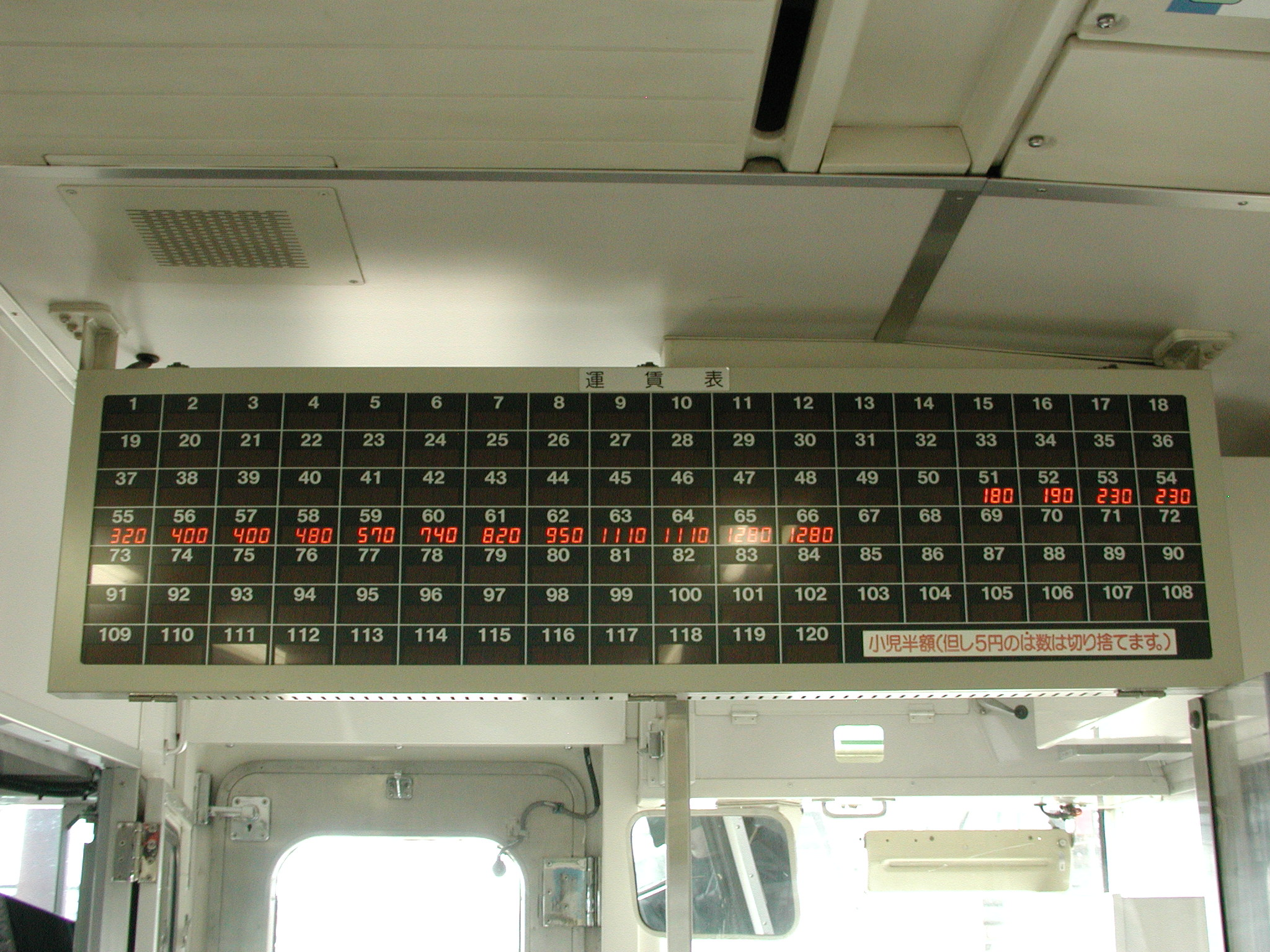
秋田地区ワンマン編成車両の運賃表示器[注 10]
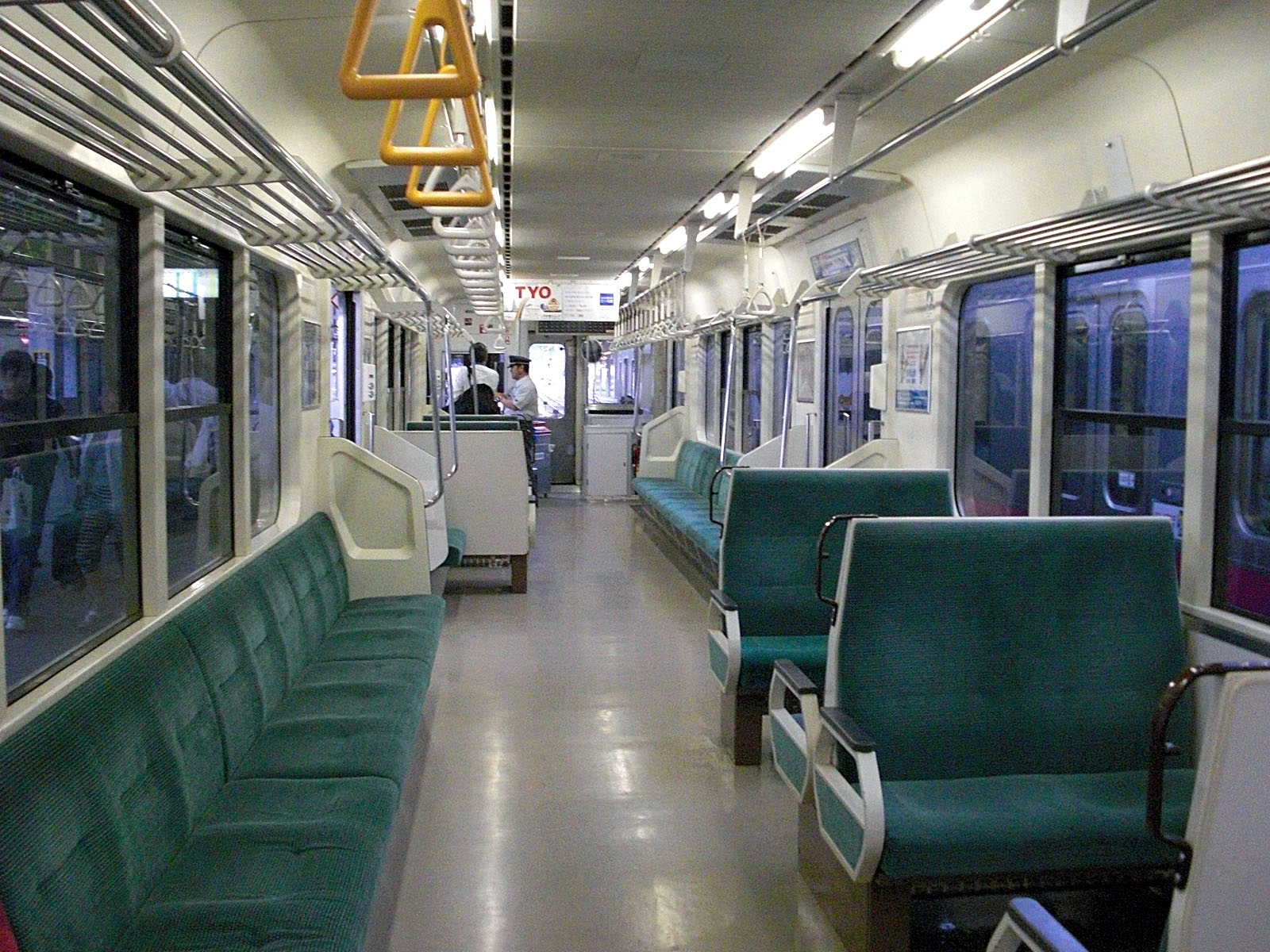
クハ700形 セミクロス改造車車内

#### 100番台（秋田・仙台地区用）

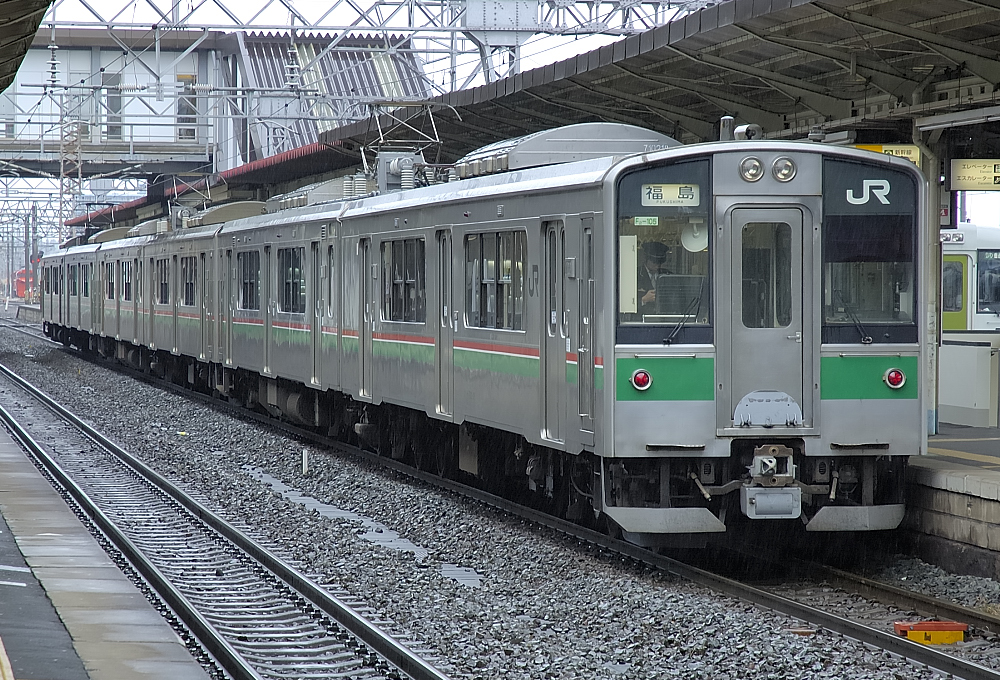
701系100番台を先頭に組成された6両編成
（2007年3月 / 郡山駅）

基本番台の増備車で、1994年（平成6年）から1995年（平成7年）にかけて土崎工場にて製造された。クモハ701形+クハ700形の2両編成が5本（10両）、クモハ701形+サハ701形+クハ700形の3両編成が1本（N101編成）の計13両が在籍する。
積雪時の視認性向上のため、後部標識灯を200 mm上方に移設しているのが基本番台との識別点である。室内ではつり革の位置を50 mm下げたほか、枕木方向に増設した。つり輪形状を丸形から三角形に変更した。床敷物は耐シガレットのものとした。
車外ワンマン出入口表示器のLED化、前面種別表示器の電動式化。
軽量化および保守量の低減のため、蓄電池を鉛蓄電池からアルカリ電池に、制御回路用の補助電源を静止形インバータ (SIV) に変更している。助士席側のワイパーを手動式から電動式に変更、前面貫通扉部に熱線入りガラスを採用した。このほか、運転席遮光幕の拡大、運転士用座席の操作性向上、カバン置き台の新設、助士席側に補助腰掛の準備をするなど細かな改善点がある。
当初は全車が南秋田運転所（現：秋田総合車両センター南秋田センター）に配置され、基本番台と共通で運用された。山形新幹線の新庄延伸に伴い、奥羽本線山形 - 新庄間が標準軌化されると、1999年（平成11年）に2両編成が仙台電車区（現・仙台車両センター）に転属配置された。仙台地区では当初常磐線北部（いわき - 仙台間）で限定運用されたが、その後1000番台（2両編成）・1500番台と共通に東北本線（黒磯 - 一ノ関間）でも運用されるようになった。
編成番号は秋田ではN100台、仙台ではF2-100台を付番。
2007年（平成19年）4月にN102編成が秋田車両センター（現・秋田総合車両センター南秋田センター）に転配され、2010年（平成22年）10月付でF2-103 - F2-105編成も秋田車両センターに転配され、N103 - N105編成として営業運転に入っている。仙台車両センターにはF2-106編成のみ残存していた。しかし、秋田に転属していたN105編成が2013年（平成25年）3月に再び仙台へ転配され、F2-105編成として営業運転に入っている。
編成表
| 3両編成 | 形式         | ◇クモハ701 (Mc) | サハ701 (T)   | クハ700 (Tc') |
| 3両編成 | 搭載機器     | MTr,CI,SIV      |               | CP,BT         |
| 3両編成 | 車両重量 (t) | 37.0            | 23.6          | 27.9          |
| 2両編成 | 形式         | ◇クモハ701 (Mc) | クハ700 (Tc') |               |

#### 1000番台（仙台・盛岡地区用）
盛岡地区の客車列車と仙台地区の715系置き換えのため1994年から1996年（平成8年）にかけて、川崎重工業および土崎工場にてクモハ701形+クハ700形の2両編成が38本（76両）とクモハ701形+サハ700形+モハ701形+クハ700形の4両編成が4本（16両）の計92両が製造された。その後2両編成1本 (1033) は1500番台に編入されている。
中間のモハ701形は本系列唯一の中間電動車で、付随車サハ700形は蓄電池を装備するため基本番台・100番台のサハとは別形式となっている。基本仕様は100番台と同一だが、仙山線へ入線することを考慮してパンタグラフを折りたたみ高さの低いPS105形に変更している。719系電車故障時の救援のため、救援回路を設置。
編成表
| 4両編成 | 形式         | ◇クモハ701 (Mc) | サハ700 (T')  | ◇モハ701 (M) | クハ700 (Tc') |
| 4両編成 | 搭載機器     | MTr,CI,SIV      | BT            | MTr,CI,SIV   | CP,BT         |
| 4両編成 | 車両重量 (t) | 36.9            | 24.4          | 35.0         | 27.9          |
| 2両編成 | 形式         | ◇クモハ701 (Mc) | クハ700 (Tc') |              |               |

##### 仙台地区用

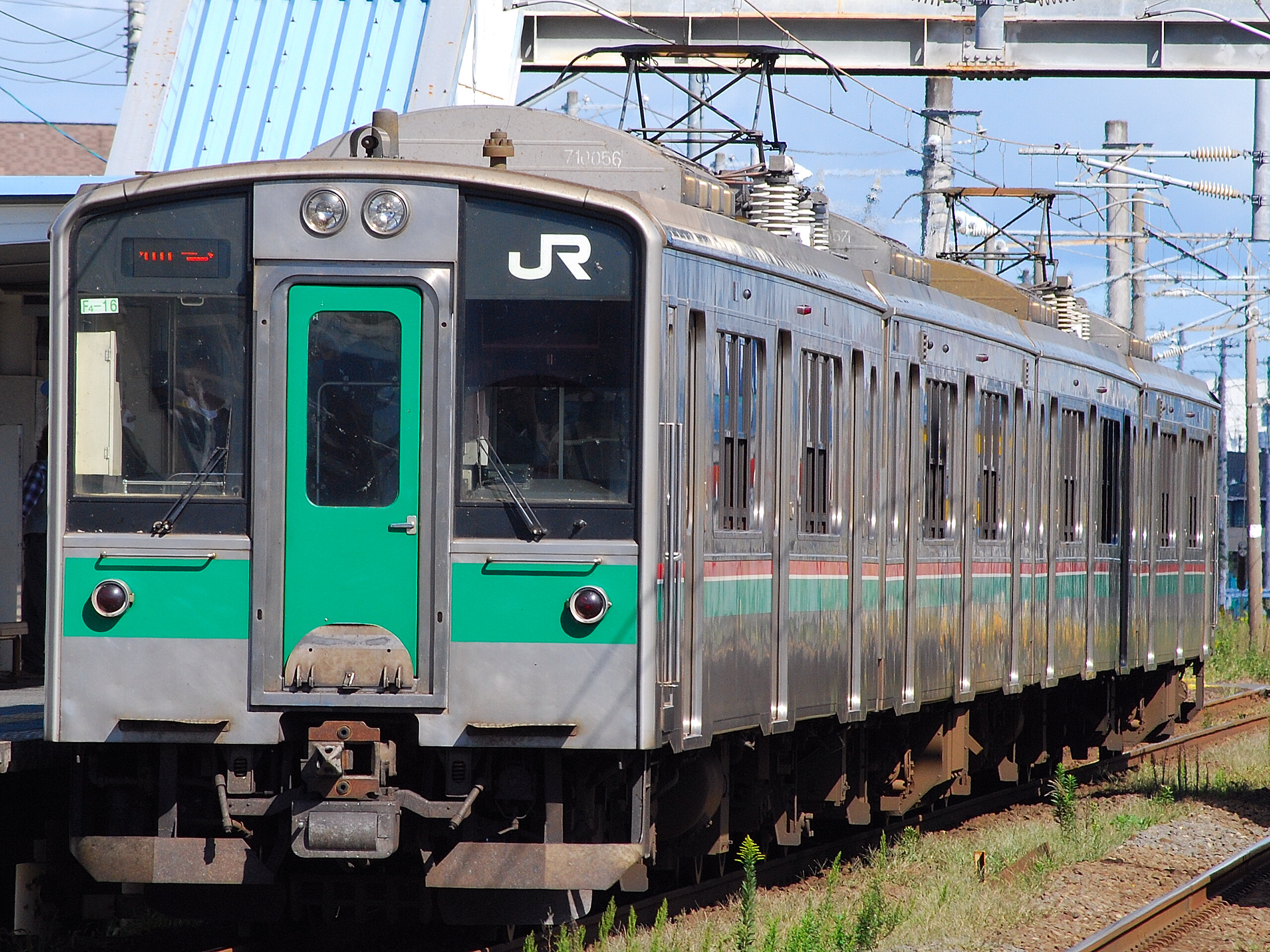
701系仙台支社所属車両（F4-16編成）
（2010年10月 / 館腰駅）

当時の仙台電車区に4両編成×4本（1016・1017・1029・1030）、2両編成×10本（1018 -1020・1022 - 1028）が投入され、2017年現在は仙台車両センターに4両編成4本と2両編成10本が在籍する。車体帯色は赤+白+緑15号 である。
ワンマン運転対応2両編成では運賃表が7セグメントディスプレイ式から液晶ディスプレイ式（レシップ製）に取り替えられたほか、客用扉の扉閉弱め機構を搭載している。

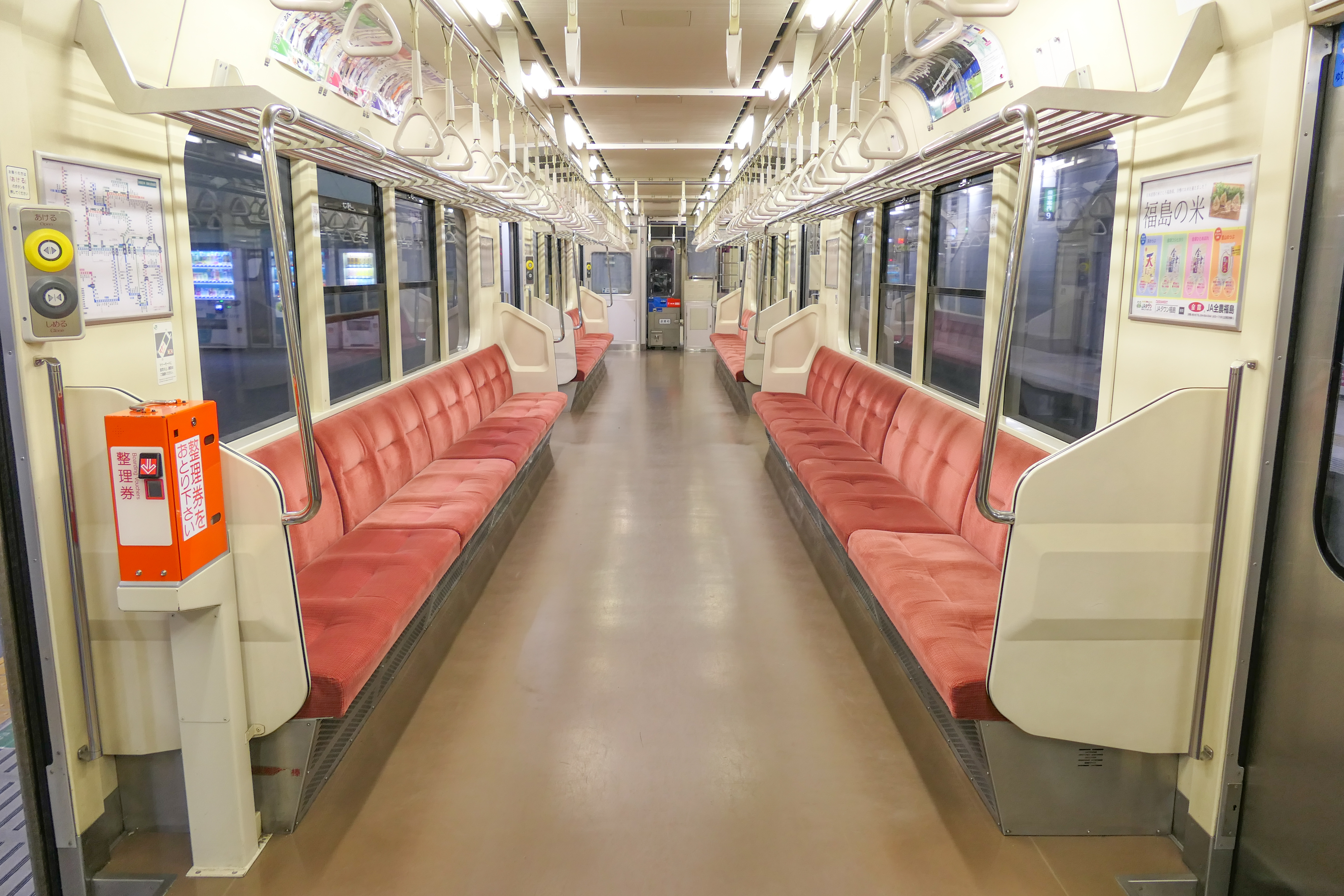
車内
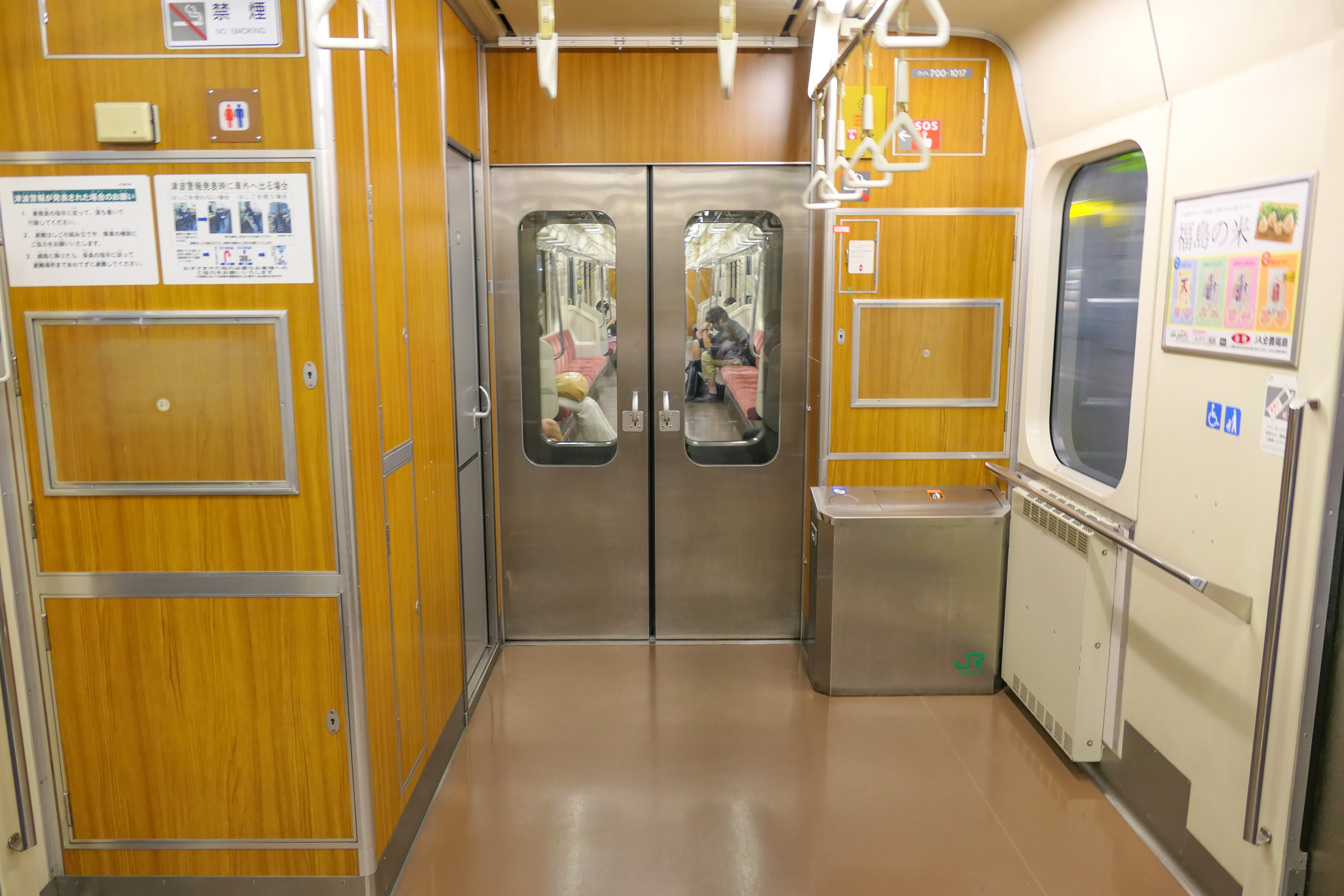
フリースペースとトイレ付近
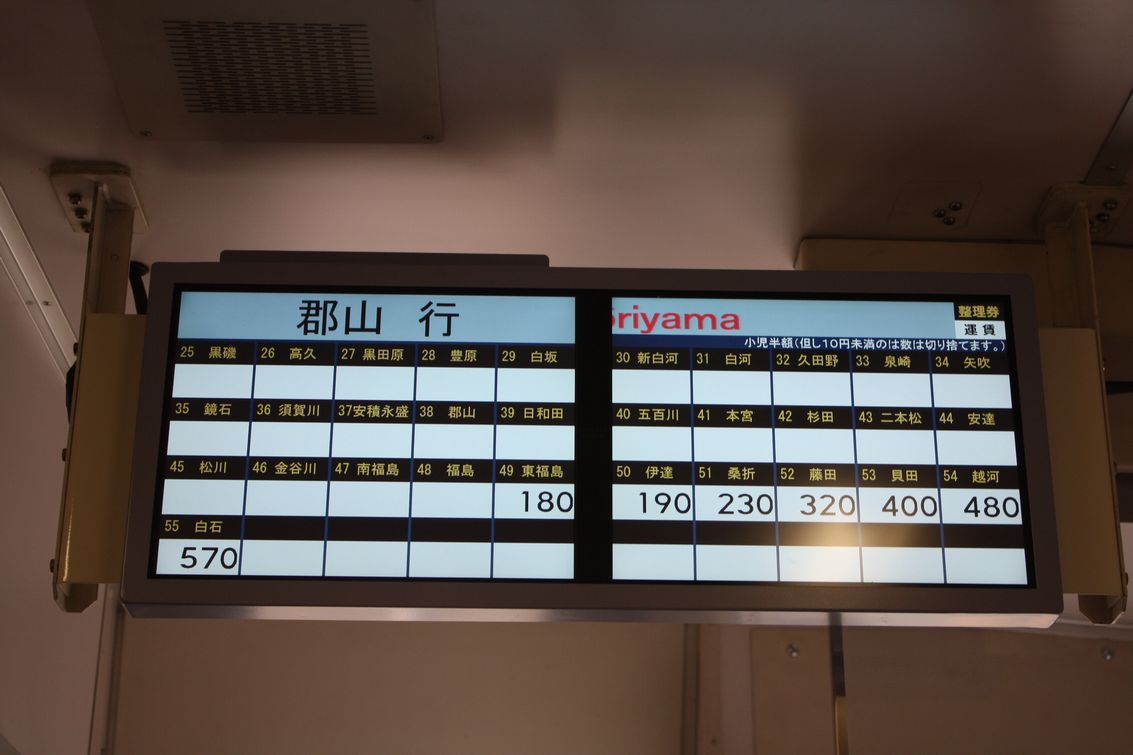
仙台地区ワンマン編成の運賃表示機（液晶ディスプレイ式に交換後）
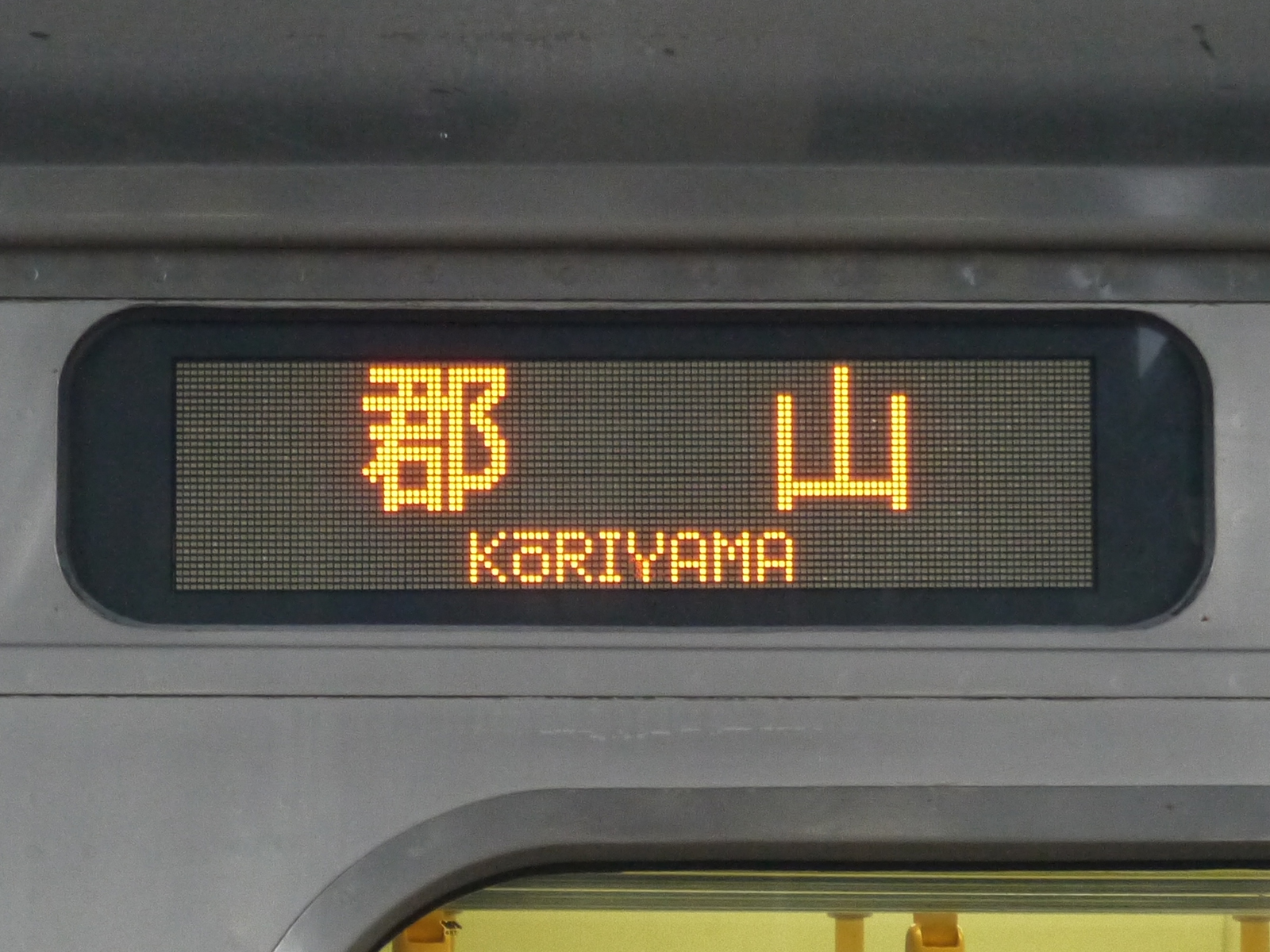
側面行先表示器（LED式）
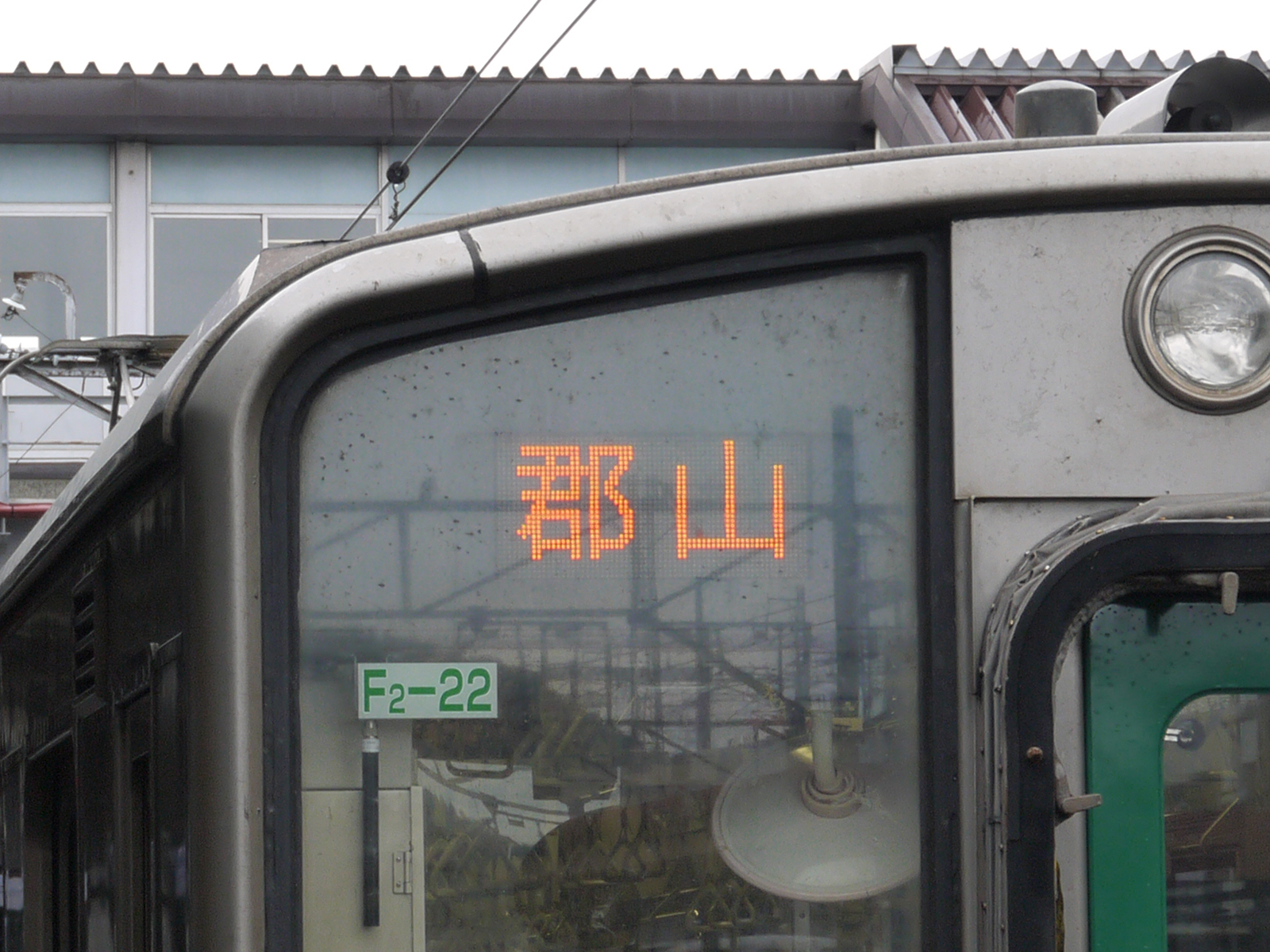
正面行先表示器（LED式）

##### 盛岡地区用

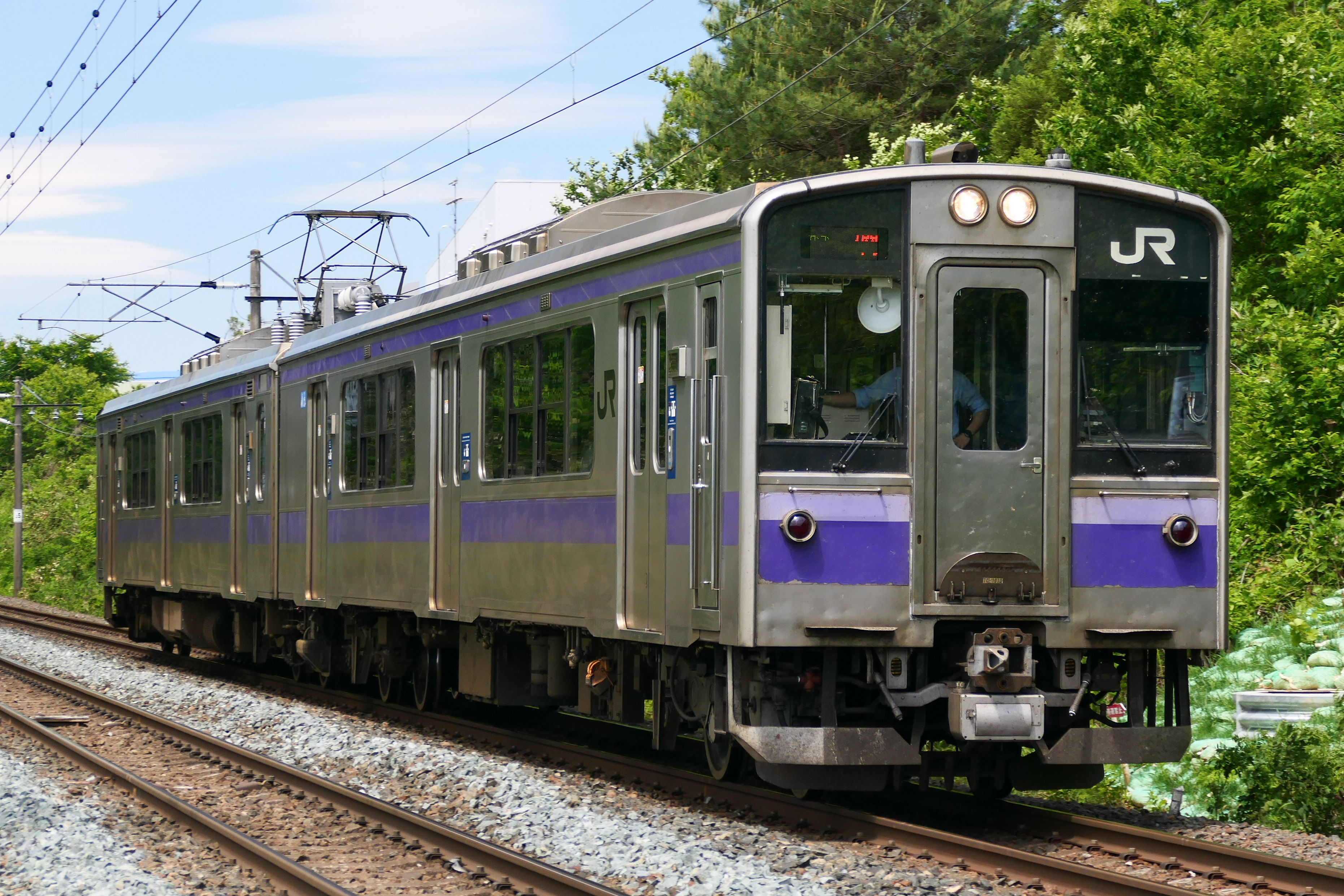
701系盛岡支社所属車両
（2024年5月28日 花巻駅 - 村崎野駅間）

盛岡・青森地区の客車列車置き換え用として、1994年から1996年にかけて、当時の盛岡客車区に2両×16本 (1001 - 1015, 1021) 、および青森運転所（現・盛岡車両センター青森派出所）に2両×12本 (1031 - 1042) が投入され、現在は盛岡車両センターに2両編成15本が在籍する。
1994年12月3日のダイヤ改正にて、東北本線一ノ関 - 盛岡間に投入され、運用開始。その後、1996年3月30日より、東北本線盛岡 - 青森間に投入された。
2002年（平成14年）の東北新幹線八戸延伸に伴う経営分離および2010年の東北新幹線全通に伴う経営分離により、以下のとおり転属、譲渡がなされている（後節も参照）。
- 2002年 - IGRいわて銀河鉄道に2両4編成[47]、青い森鉄道に1編成をそれぞれ譲渡。
- 2010年 - 青い森鉄道に7編成を譲渡[48]。

盛岡および旧青森のいずれも、編成番号は与えられていない。

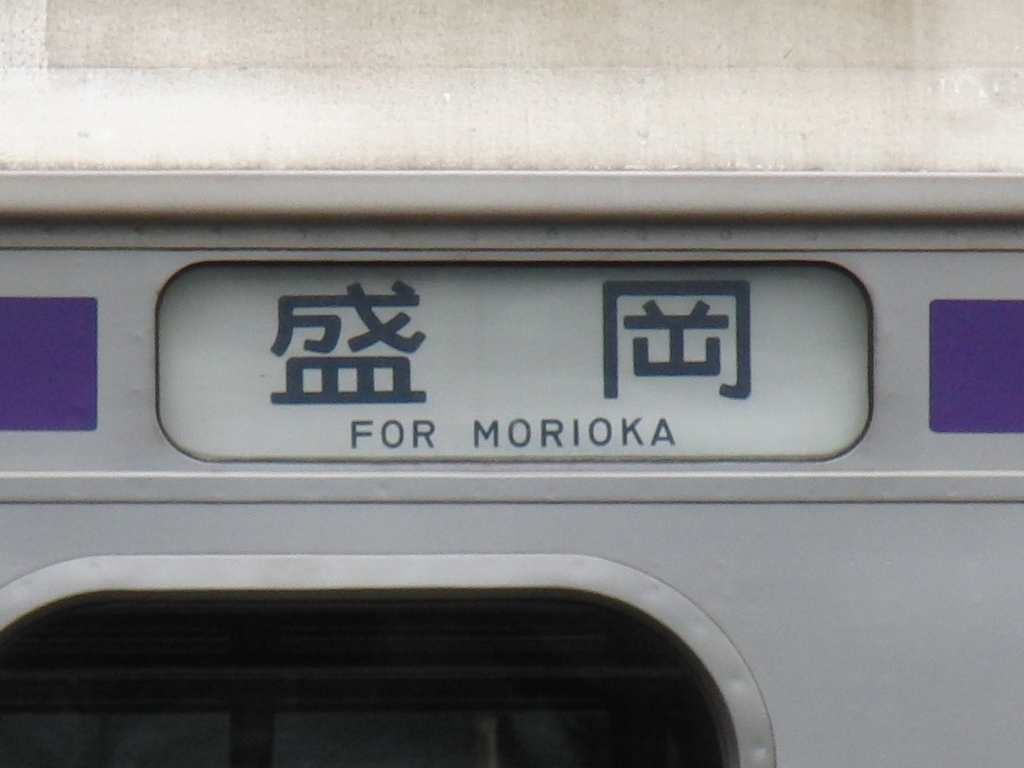
側面行先表示器
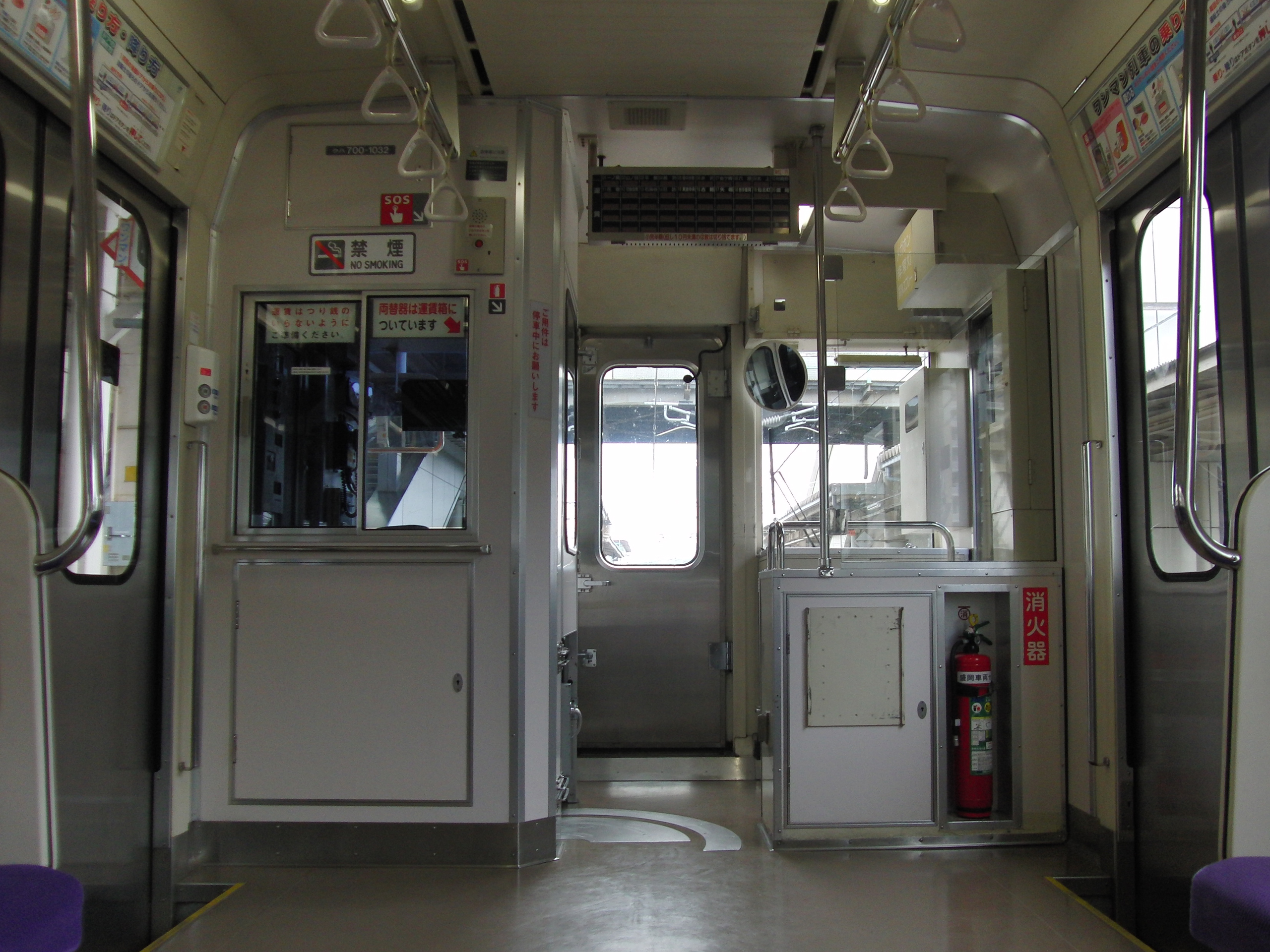
運転台
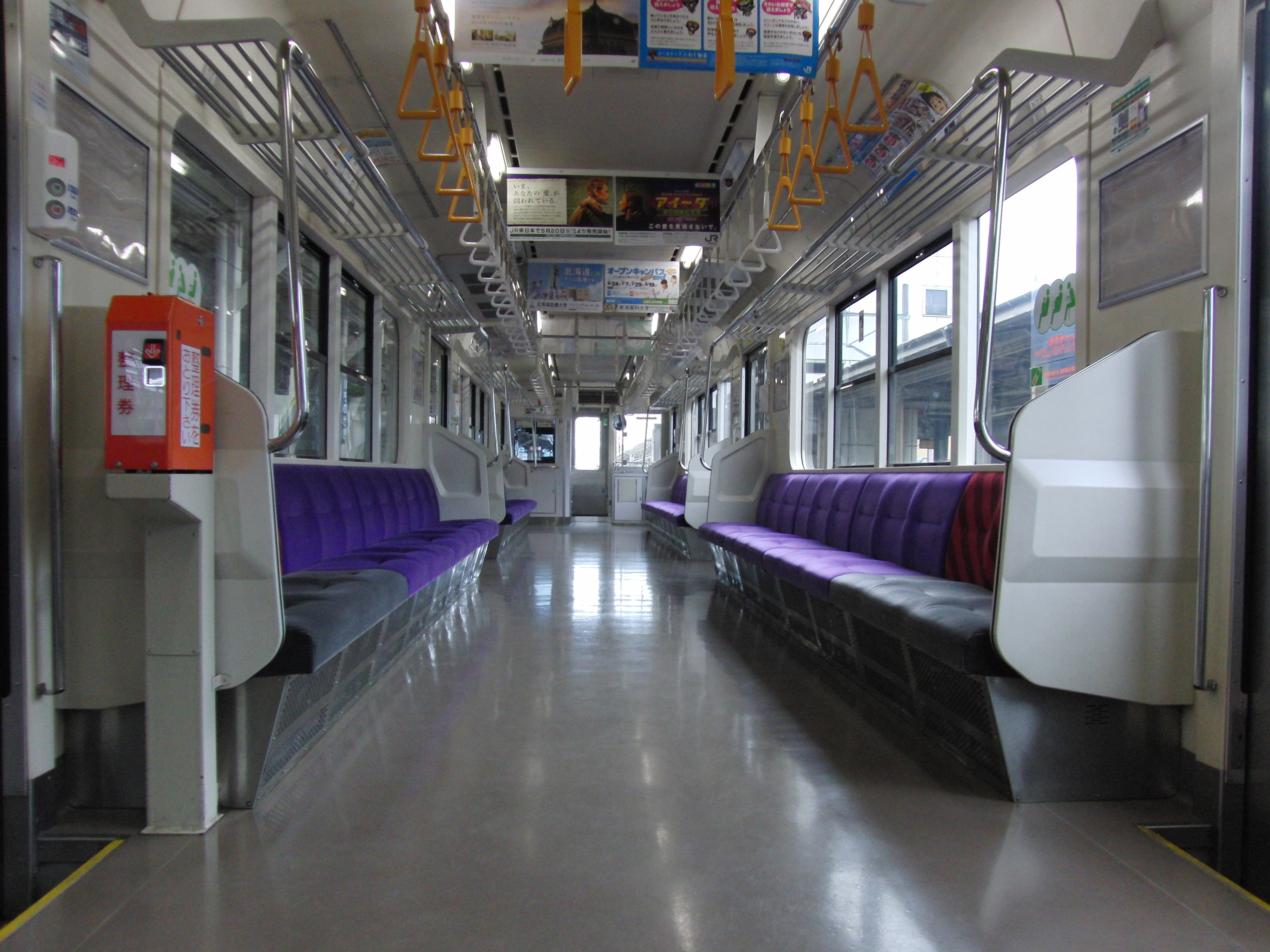
客室
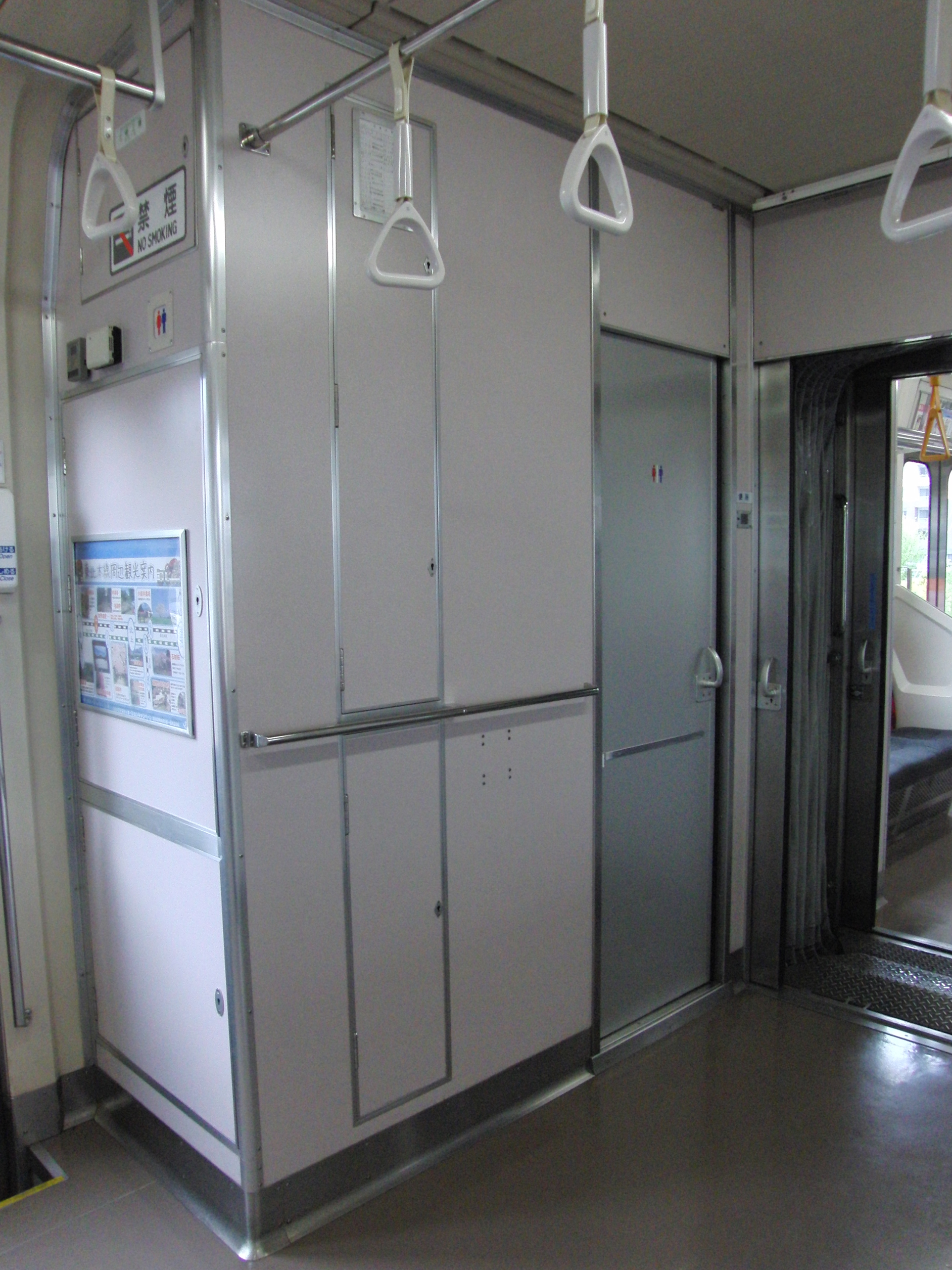
トイレ

#### 1500番台（仙台地区用）

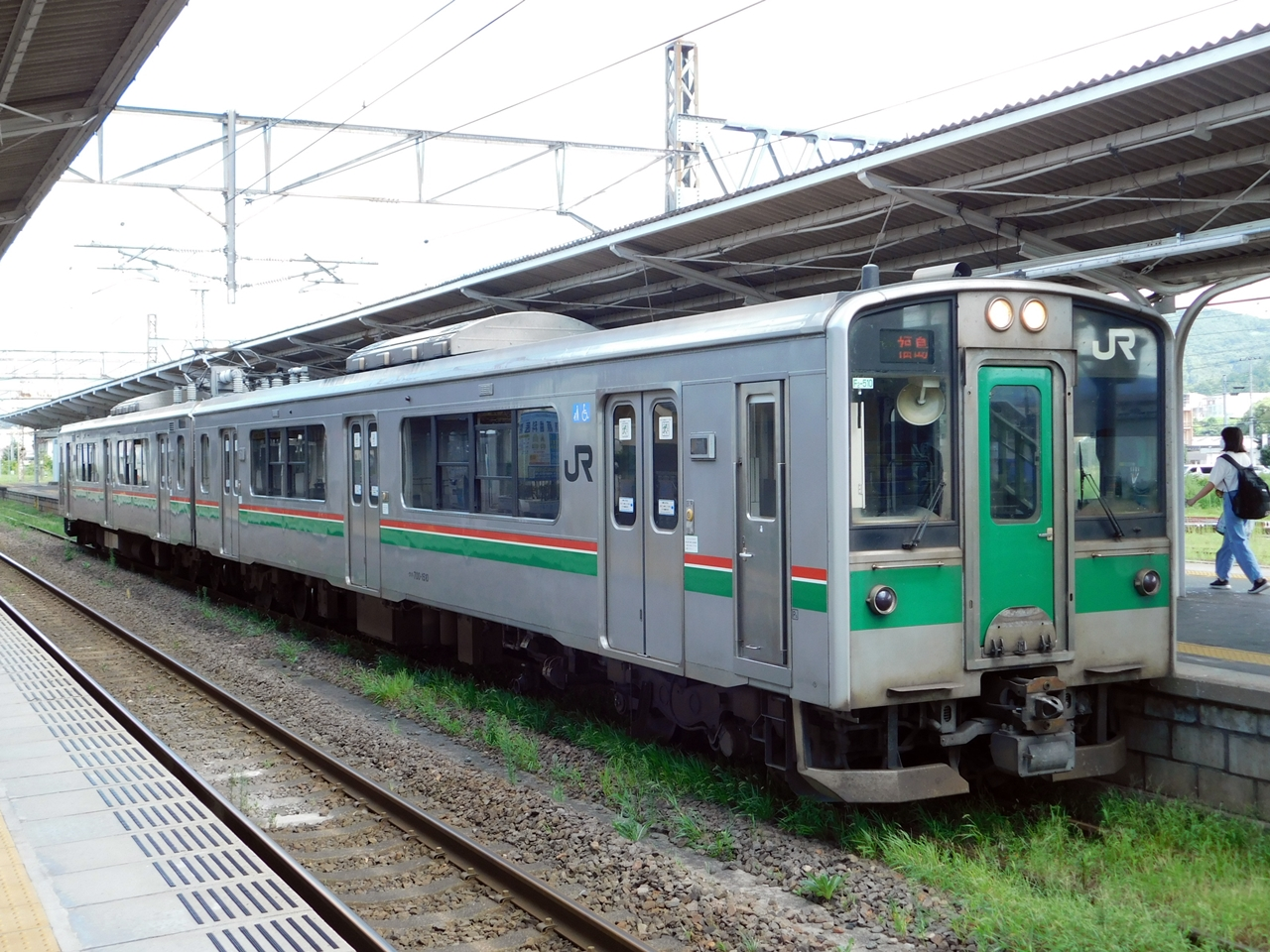
701系1500番台
（2022年8月 / 白石駅）

仙台地区715系1000番台置き換え用と、1000番台の増備型として1998年（平成10年）と2001年に川崎重工業および土崎工場にて製造された。クモハ701形+クハ700形の2両編成が18本（36両）が在籍する。
主変換装置は、インバータ部はパワートランジスタ素子であるが、コンバータ部にIGBT素子を使用したものに変更された。回生ブレーキを装備し、クモハ701形は屋根上のブレーキ用抵抗器がなくなった。
1508は青森駅構内での高潮による浸水事故で床下機器が損傷した青森運転所所属の1000番台（クモハ701-1033+クハ700-1033）を土崎工場で修理した車両で、回生ブレーキとLED式行先表示器を装備して復旧され1500番台に編入、仙台へ転属された。改造・転属はいずれも2000年（平成12年）12月14日付である。
2001年に新製された2次車の 1509 - 1518は、新製時からATS-Ps保安装置を備えるほか、行先表示器がLED式とされ、トイレは車いす対応の大型のものを運転台直後に設ける。このためクハ700形の窓配置が変更され、E127系100番台と同様の配置とされている。
編成表
|              | ← 一ノ関新白河 → |               |
| 形式         | ◇クモハ701 (Mc)  | クハ700 (Tc') |
| 搭載機器     | MTr,CI,SIV       | CP,BT         |
| 車両重量 (t) | 35.3             | 27.9          |

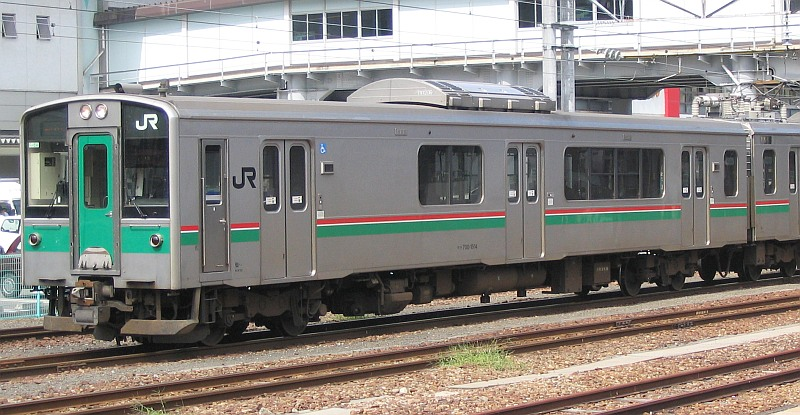
701系1500番台 2次車 クハ700形 （2005年9月 / 福島駅）
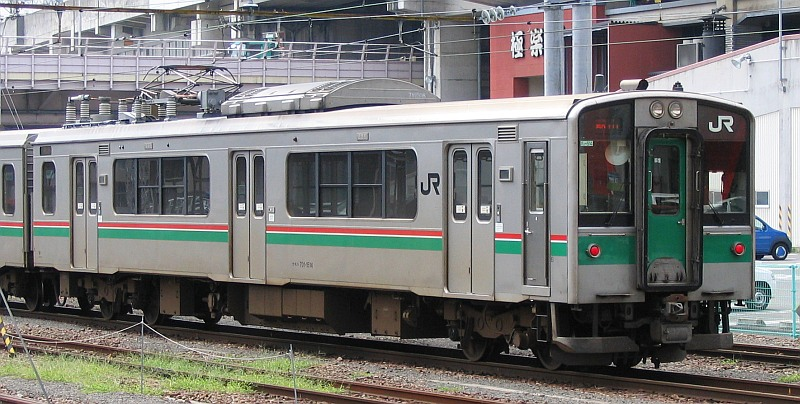
701系1500番台 2次車 クモハ701形 （2005年9月 / 福島駅）
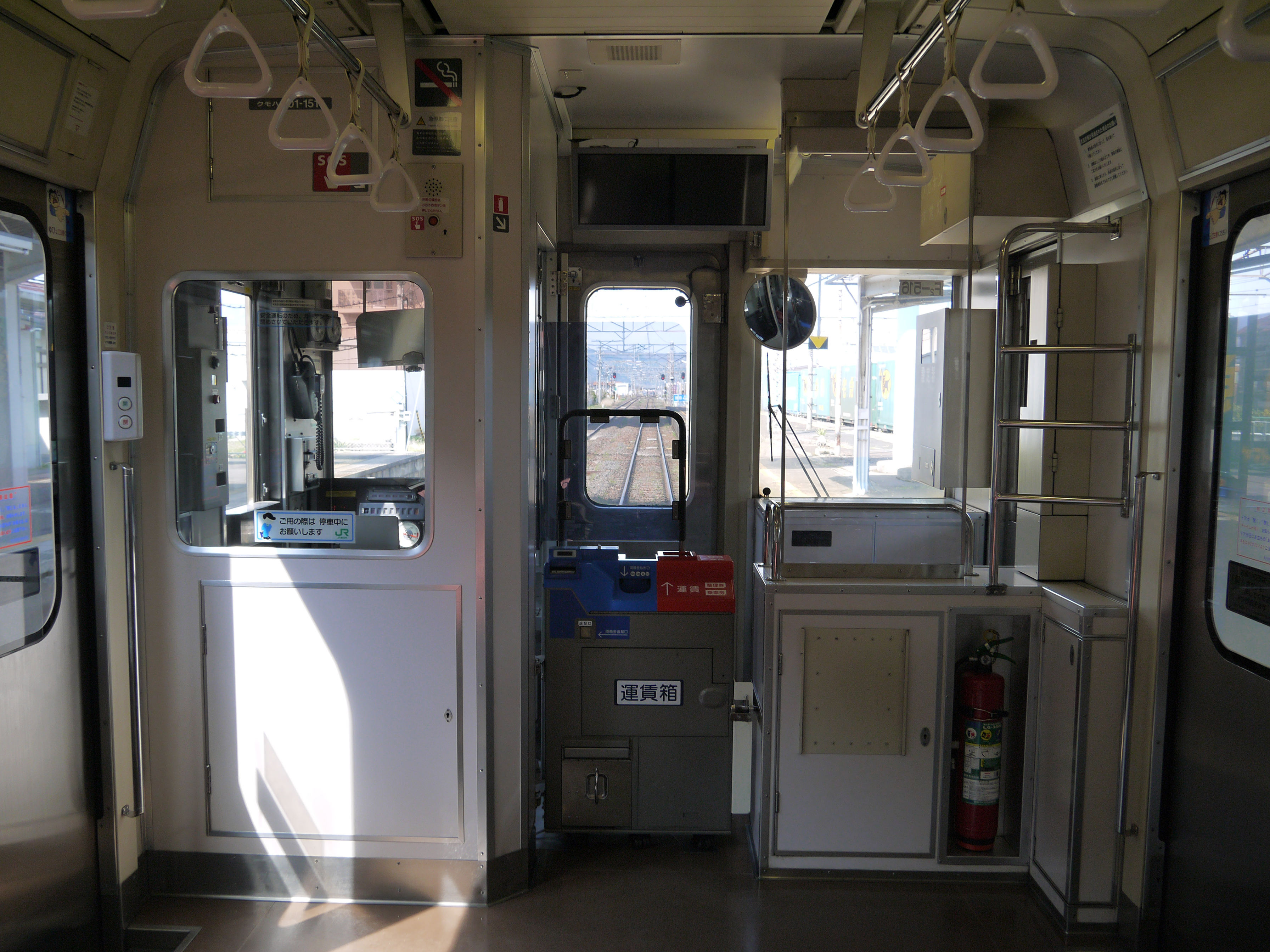
乗務員室（2015年4月）
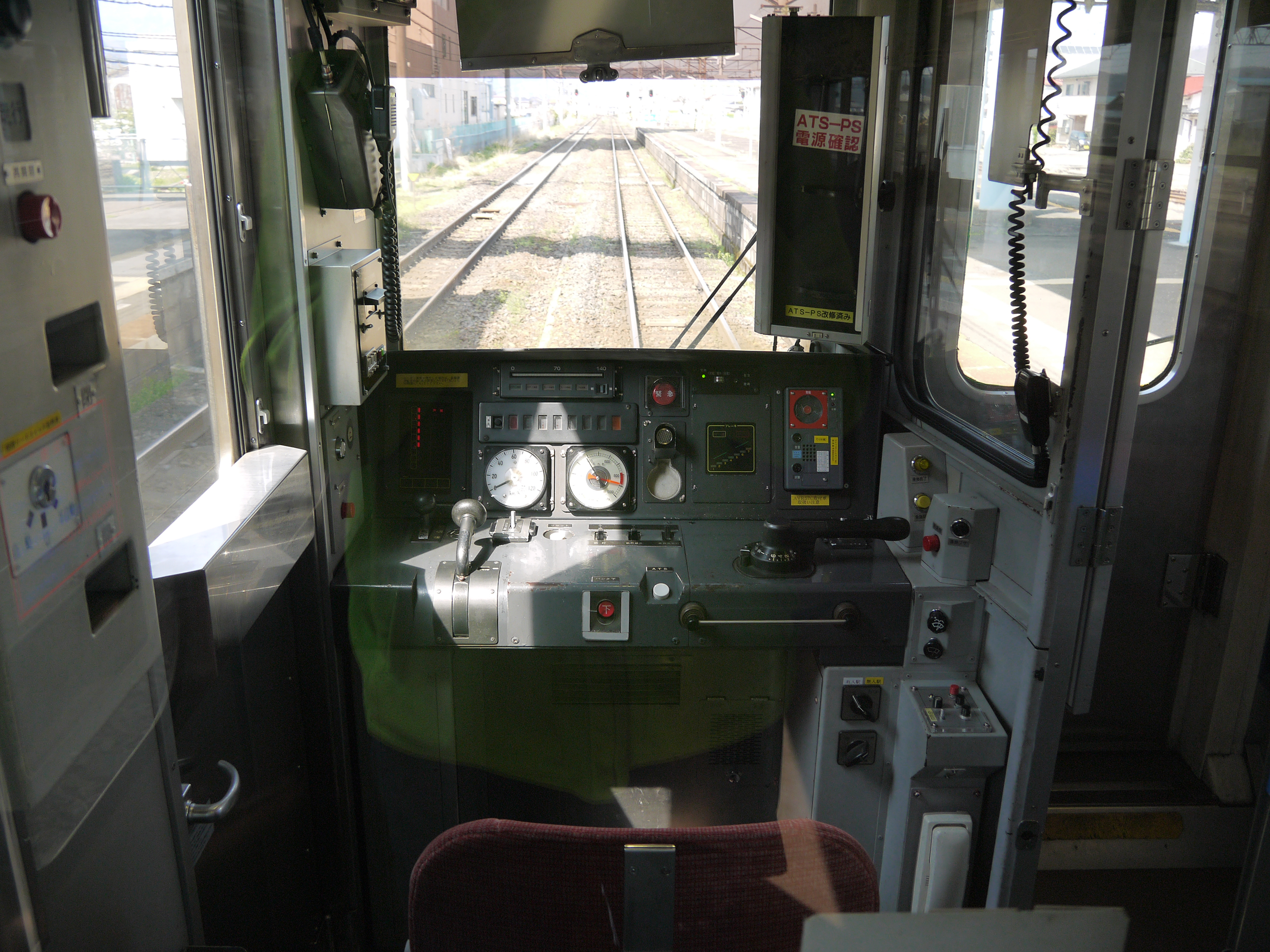
運転台（2015年4月）
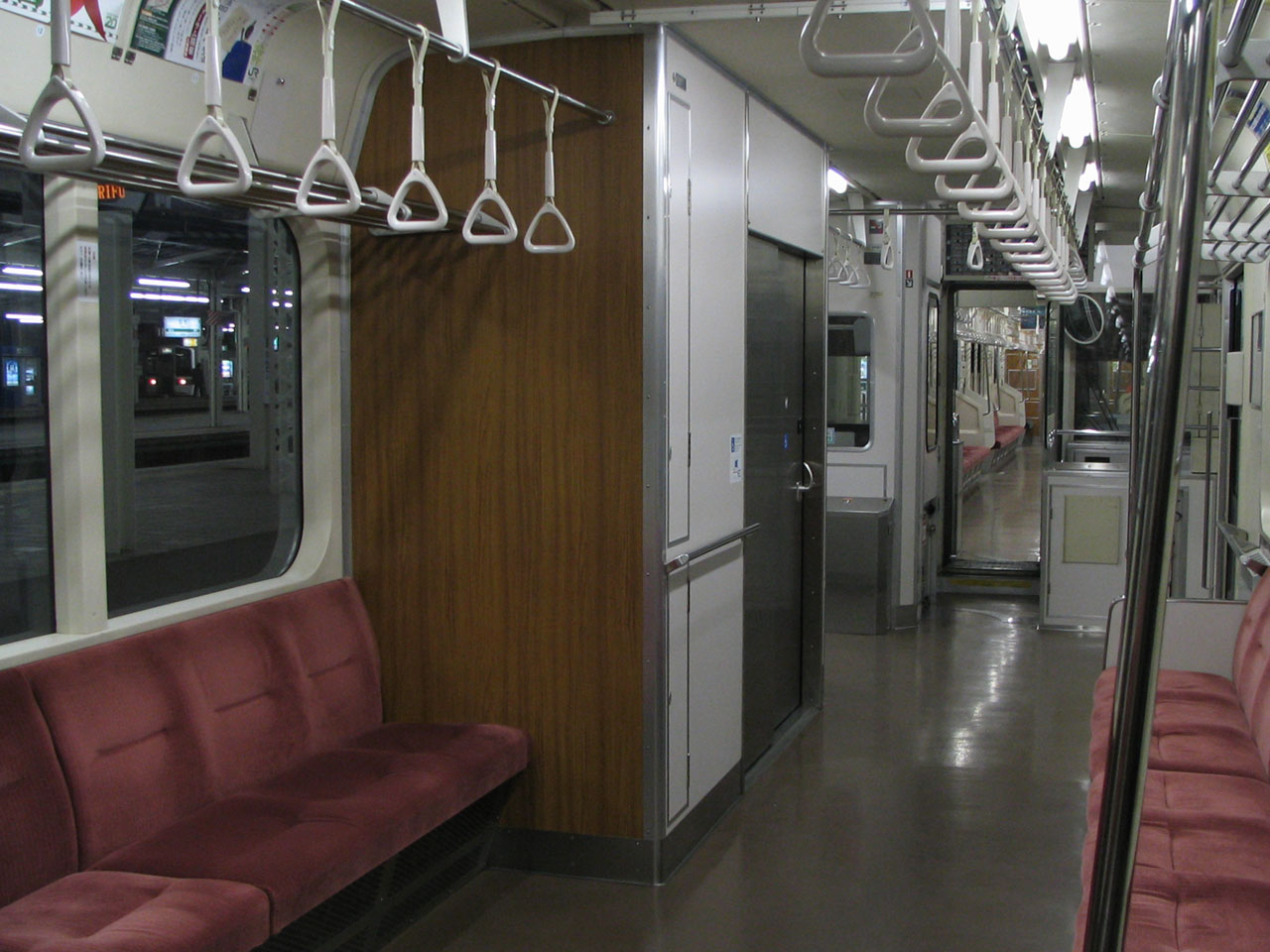
拡大・移設されたトイレ （2007年11月）

### 標準軌仕様車

#### 5000番台

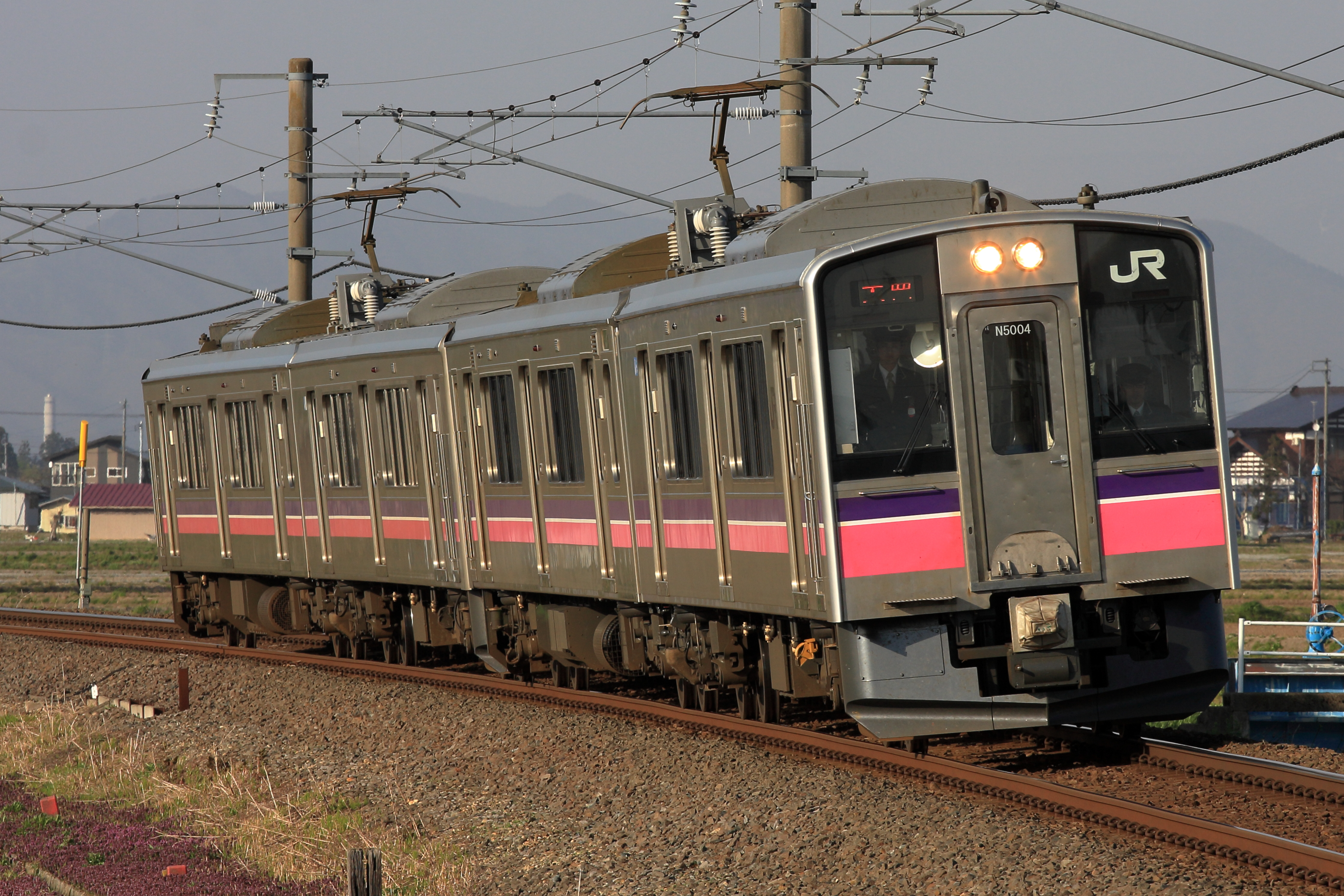
701系5000番台
田沢湖線所属車両（2015年4月）

秋田新幹線の開業に伴う田沢湖線の標準軌化に際し、普通列車用として1996年から1997年にかけて2両編成10本（20両）が投入された。
室内配置を大幅に変更し、ボックスタイプのクロスシートを1両に4か所千鳥状に配置する。この5000番台のみ両開き扉間の4枚の窓のうち中間2枚が大型の1段下降窓である。客用扉のステップはない。トイレはクハ700形の後方に設置する。秋田新幹線開業と同時にJR東日本管内の快速・普通列車が全面禁煙となったため、このグループ以降は当初から灰皿が設置されていない。
外観では、尾灯が当番台からは運転台窓の上部に角型のものが設置されるようになり、後述の5500番台を含む標準軌仕様車の特徴となっている。パンタグラフはシングルアーム式、台車は標準軌用のDT63形・TR248形、冷房装置はインバータ方式のAU723形である。2008年（平成20年）秋より、スカートが一部変更されている。また行先表示器は登場時字幕式であったが、2015年（平成27年）ごろからN5003編成を皮切りに行先表示器のLED化も行われている。
検査等は、機能保全と指定保全および装置保全までは所属基地の秋田総合車両センター南秋田センターで行われるが、車体保全と機器更新などは、狭軌用の仮台車に履き替え甲種輸送で秋田総合車両センター（旧・土崎工場）まで回送されて行われている。
編成表
|              | ← 秋田・盛岡 大曲 → |               |
| 形式         | ＜クモハ701 (Mc)    | クハ700 (Tc') |
| 搭載機器     | MTr,CI,SIV          | CP,BT         |
| 車両重量 (t) | 37.0                | 28.3          |

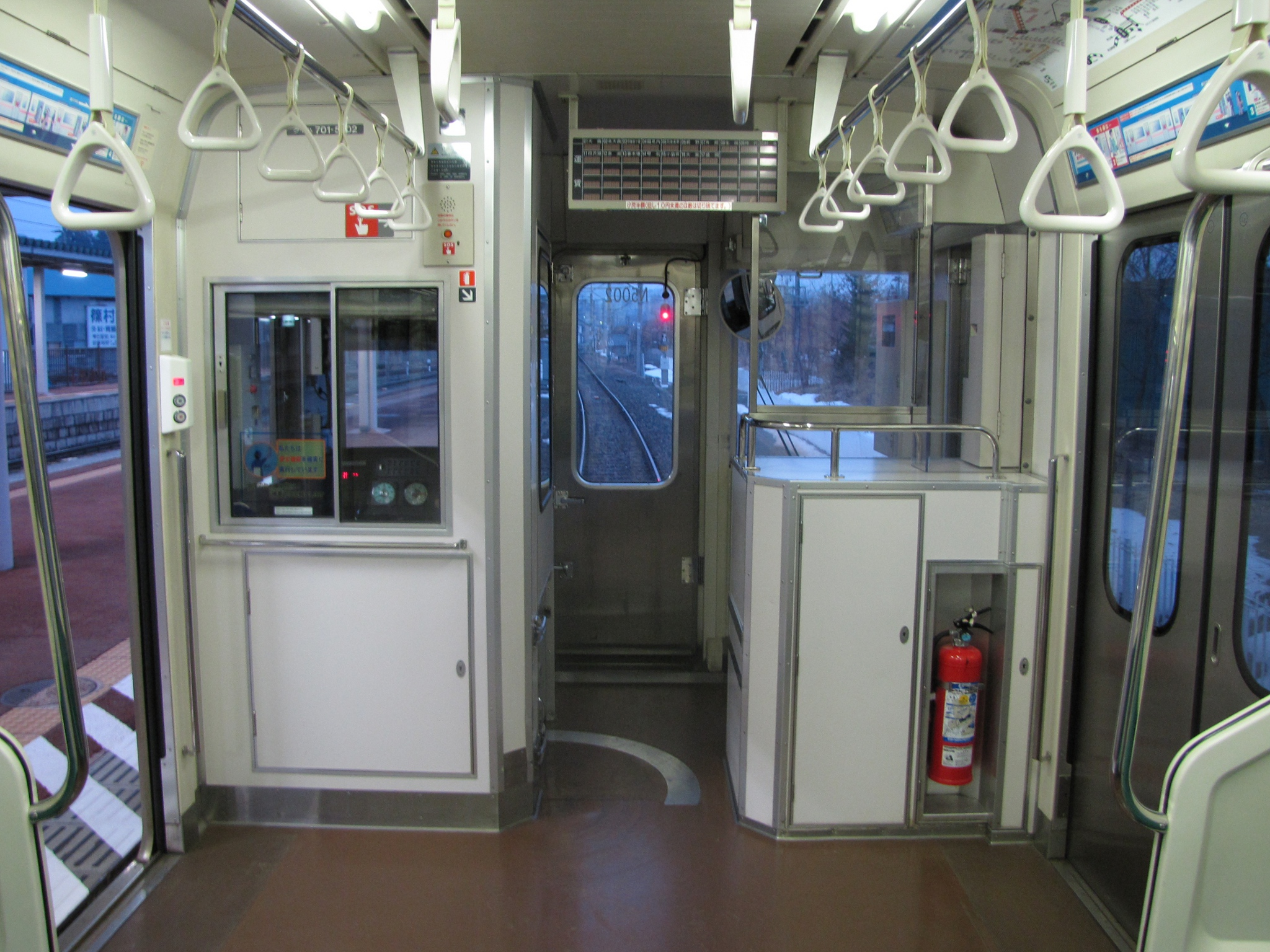
運転台
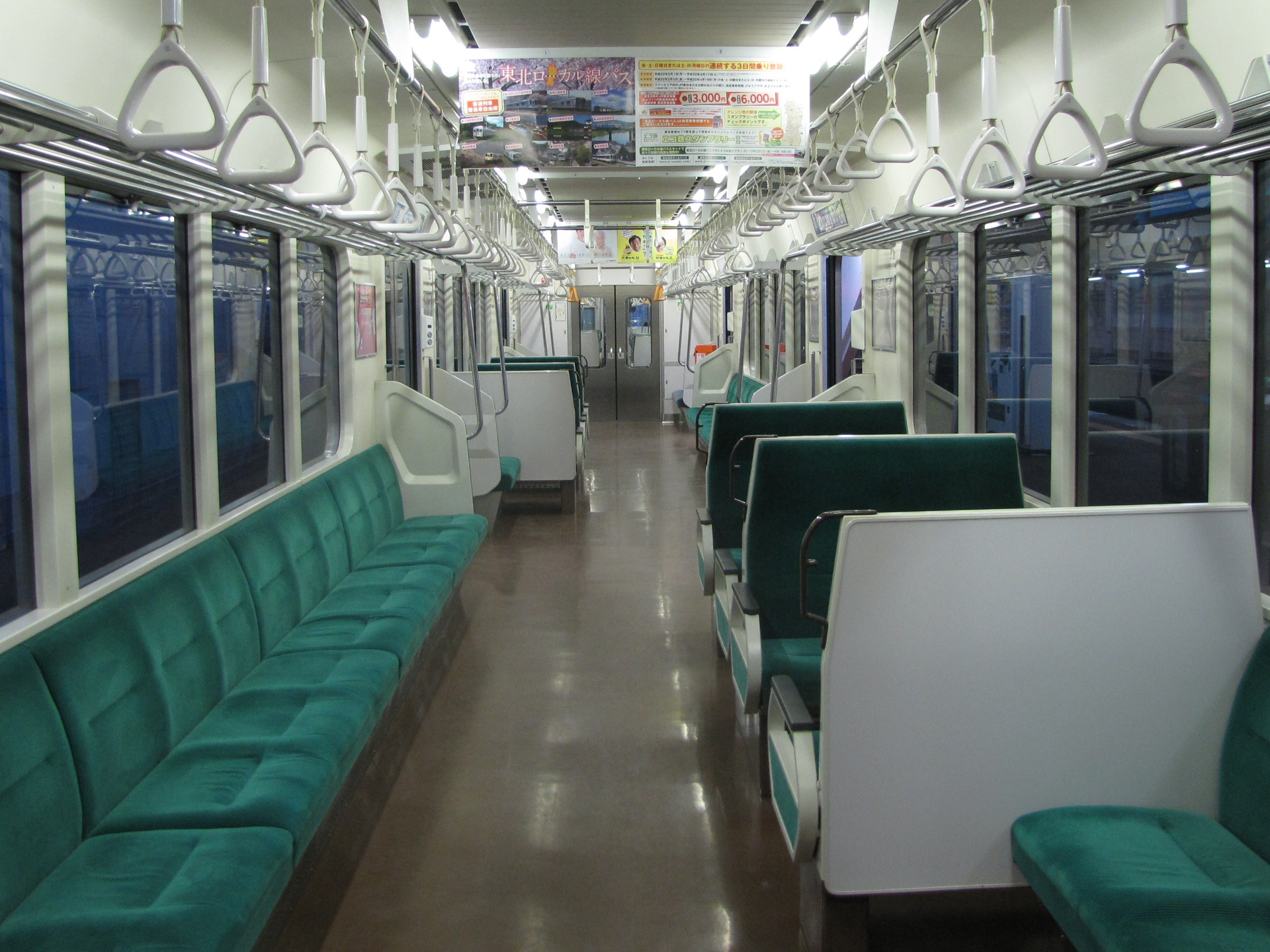
車内
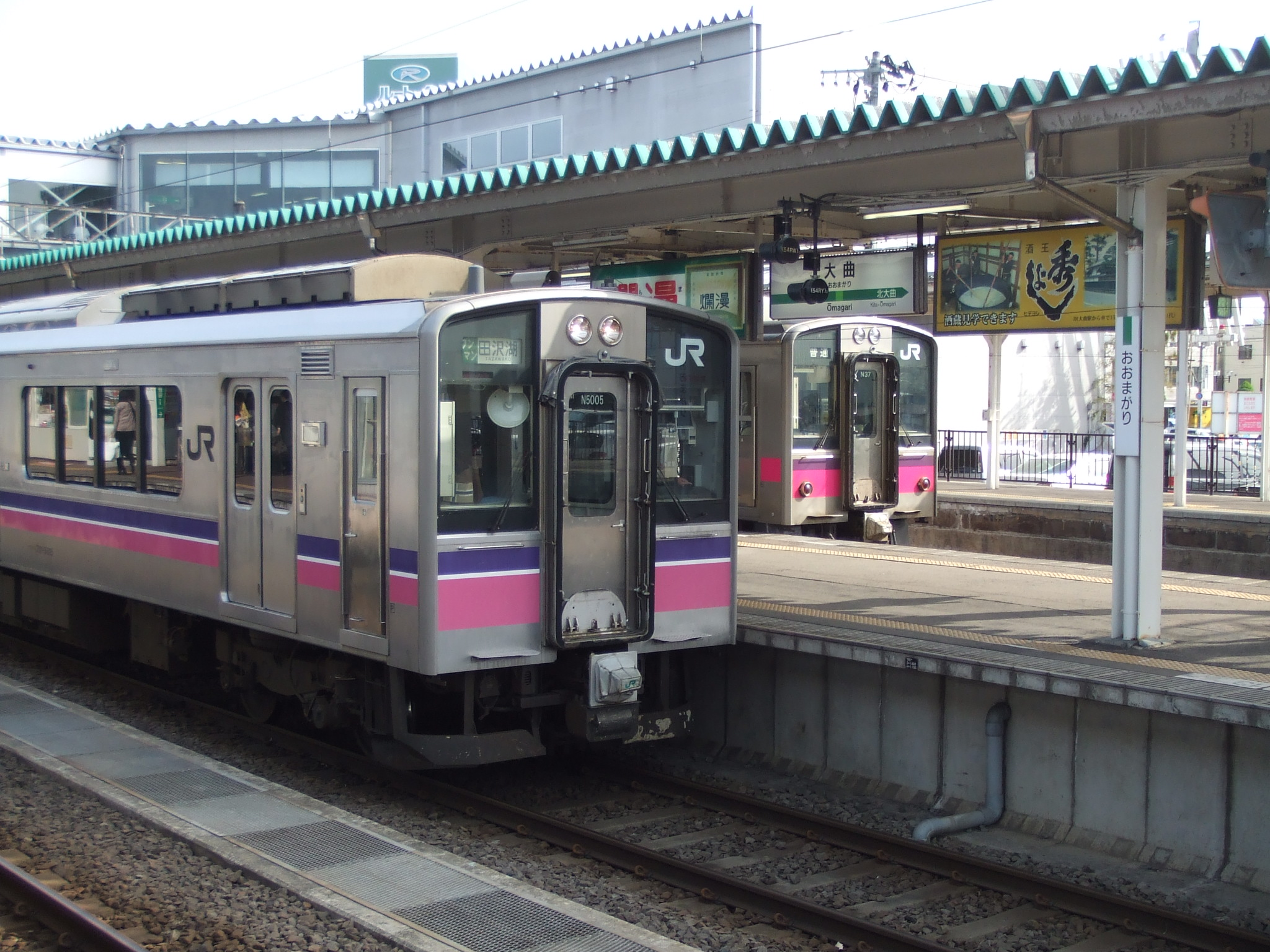
701系5000番台（手前）と0番台（奥） 尾灯の位置や行き先表示の大きさなどの違いがある（2008年5月）

#### 5500番台

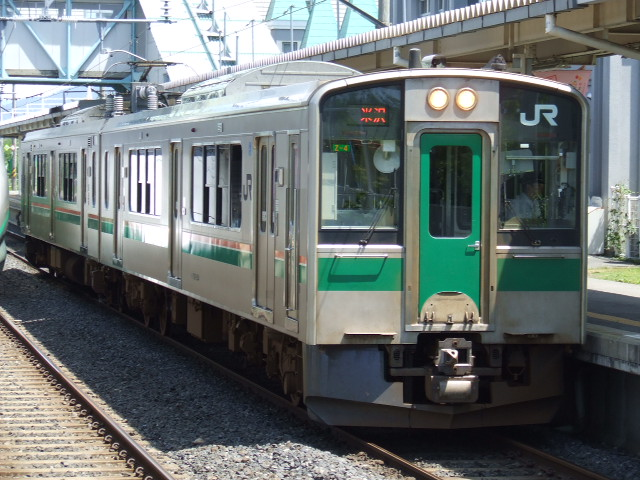
701系5500番台
山形車両センター所属車両
（2007年6月 / 高畠駅）

山形新幹線開業に伴う奥羽本線の山形 - 新庄間の標準軌化に際し、普通列車用として1999年に2両編成9本（18両）が投入された。
1500番台の仕様に準じ、座席はロングシートとし、客用扉のステップはない。車いす対応の大型トイレをクハ700形の前方に設置する。行先表示器は LED 式で、尾灯が5000番台と同様、運転台窓の上部に設置されている。回生ブレーキは発電ブレーキ車と混用しないため、作動速度域が大きくとられた。台車は標準軌用の DT63A 形・TR252 形で、米沢 - 福島間（板谷峠）の急勾配対策として、ディスクブレーキを1軸1枚から2枚への強化と砂撒き装置を搭載する。パンタグラフは製造当初は仙台地区701系との互換性を考慮しひし形を搭載したが、2001年（平成13年）にシングルアーム式に交換された。加えて同時期に強化形スノープラウ（雪かき器）も設置した。冷房装置はインバータ方式の AU723 形を搭載する。5000番台と同じスカートを装着している。
車体帯色は719系5000番台を踏襲し、山形県の花「ベニバナ」をイメージしたオレンジ+白+緑15号である。全車両がワンマン運転に対応しているが、車掌が乗務することもある。
5000番台同様、検査等は郡山総合車両センターに直接回送できないため、所属先の山形新幹線車両センターにて行われる。
編成表
|              | ← 新庄 福島 →   |               |
| 形式         | ◇クモハ701 (Mc) | クハ700 (Tc') |
| 搭載機器     | MTr,CI,SIV      | CP,BT         |
| 車両重量 (t) | 35.8            | 29.3          |

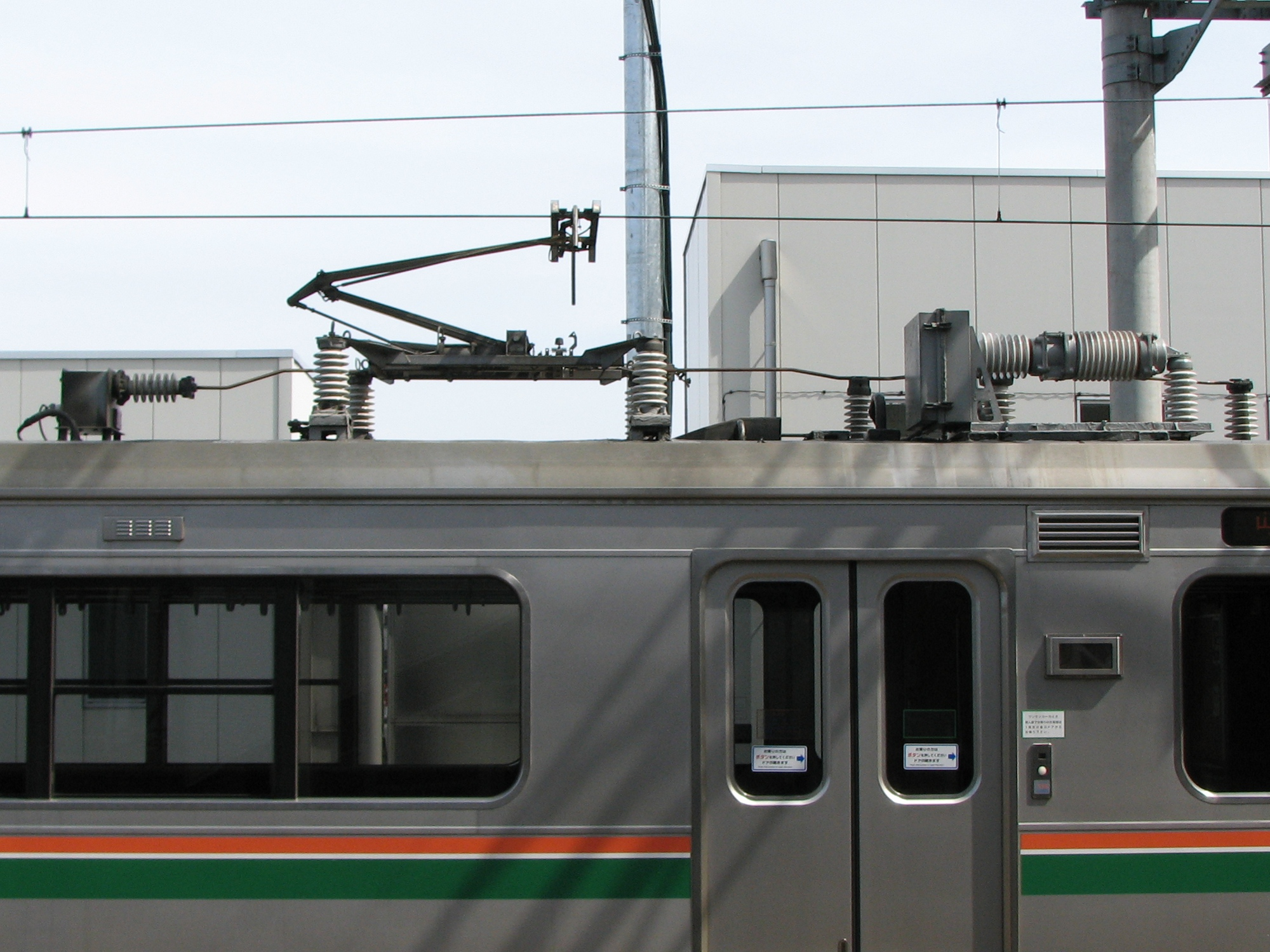
パンタグラフ
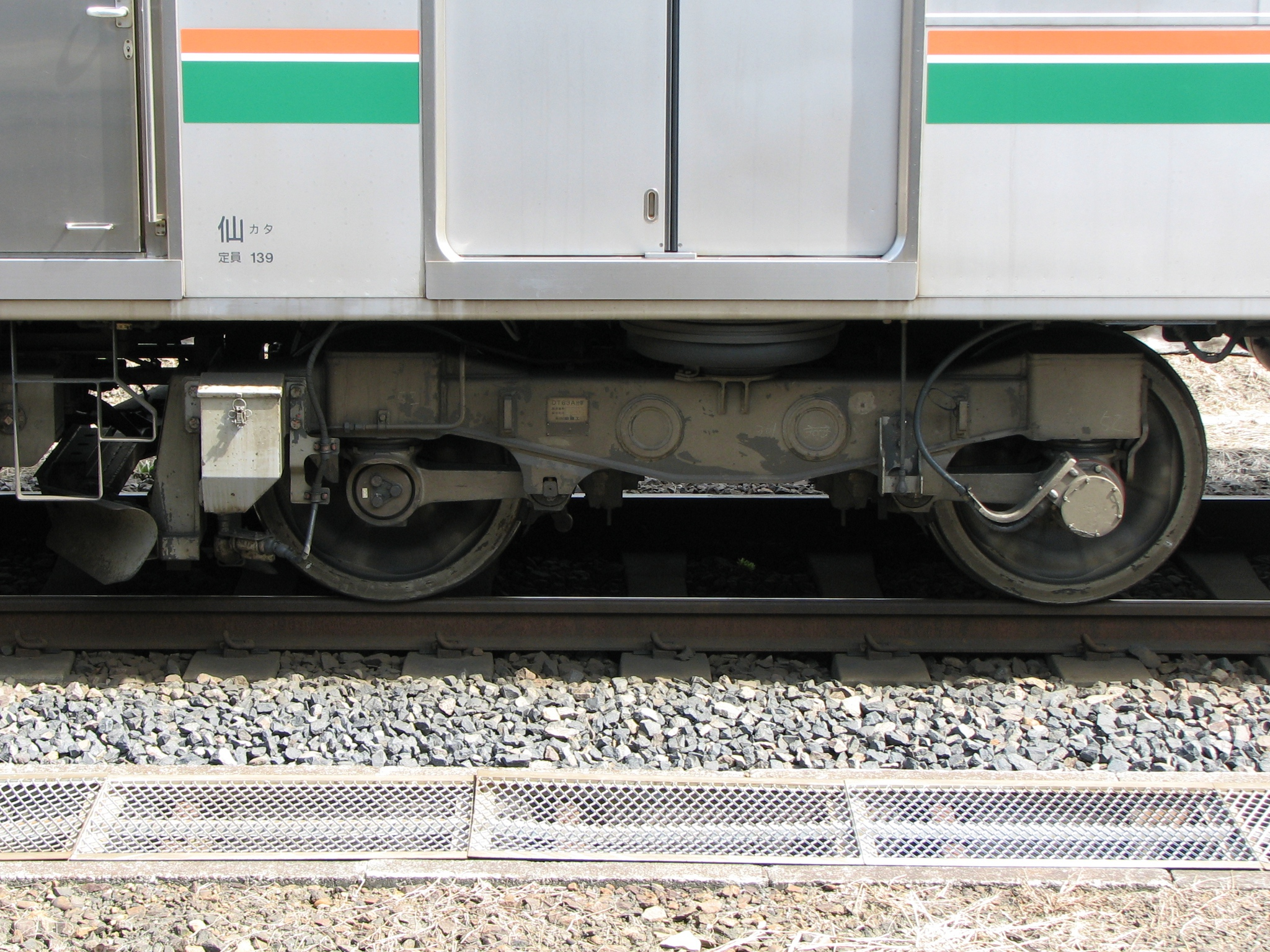
DT63A形台車

## 第3セクター所属車両
2002年12月1日の東北新幹線盛岡 - 八戸間開業に伴い並行在来線を移管して開業したIGRいわて銀河鉄道・青い森鉄道2社の車両である。JR東日本からの譲受車（元1000番台）と転換開業時に各社が発注した新製車がある。
新製車は1500番台をベースとした仕様となっており、制御車（盛岡方）前方に設置された車いす対応トイレ・運賃表示器と車内案内表示器の改良・回生ブレーキ・LED式行先表示器などを備える。また、当初から千鳥配置のセミクロスシートとされている。

### 青い森鉄道青い森701系
新製車1編成（100番台）、JR東日本からの譲受車8編成（0番台）、合わせて2両編成9本（18両）が在籍する。
青森方が制御電動車 (Mc) の青い森701形、目時方が制御車 (Tc') の青い森700形で組成されている。
このうち新製車 (101) ・譲受車 (1) 各1編成は、2002年（平成14年）の目時 - 八戸間開業時に導入されたもので、残りの譲受車7編成 (2 - 8) は2010年（平成22年）12月の八戸 - 青森間開業時に当時の青森車両センター所属車全編成を譲受し導入されたものである（当時は室内はロングシートのままだったが、一部の編成はセミクロスシート化されている）。2023年度より主要部品の交換等の延命工事が順次施工されている。
当初は車体帯が青1色のデザインだったが、2010年9月2日より1編成が、イメージキャラクターのモーリーをあしらった空色を基調としたデザインに変更されたのをきっかけに、全線開業時にJR東日本から譲受した編成も含め2011年（平成23年）までに全編成が新デザインに変更された。2019年頃から､青い森700-7+青い森701-7の1編成2両が11匹のねこ全面ラッピング車両となっている。2024年7月9日からは、帯が上部に移設されたデザインをまとった編成が登場し、既存のデザインの車両も順次更新することが発表された。
譲受車
- クモハ701-1037+クハ700-1037 → 青い森701-1+青い森700-1
- クモハ701-1001 - 1007+クハ700-1001 - 1007 → 青い森701-2 - 8+青い森700-2 - 8

新製車
- 青い森700-101+青い森701-101

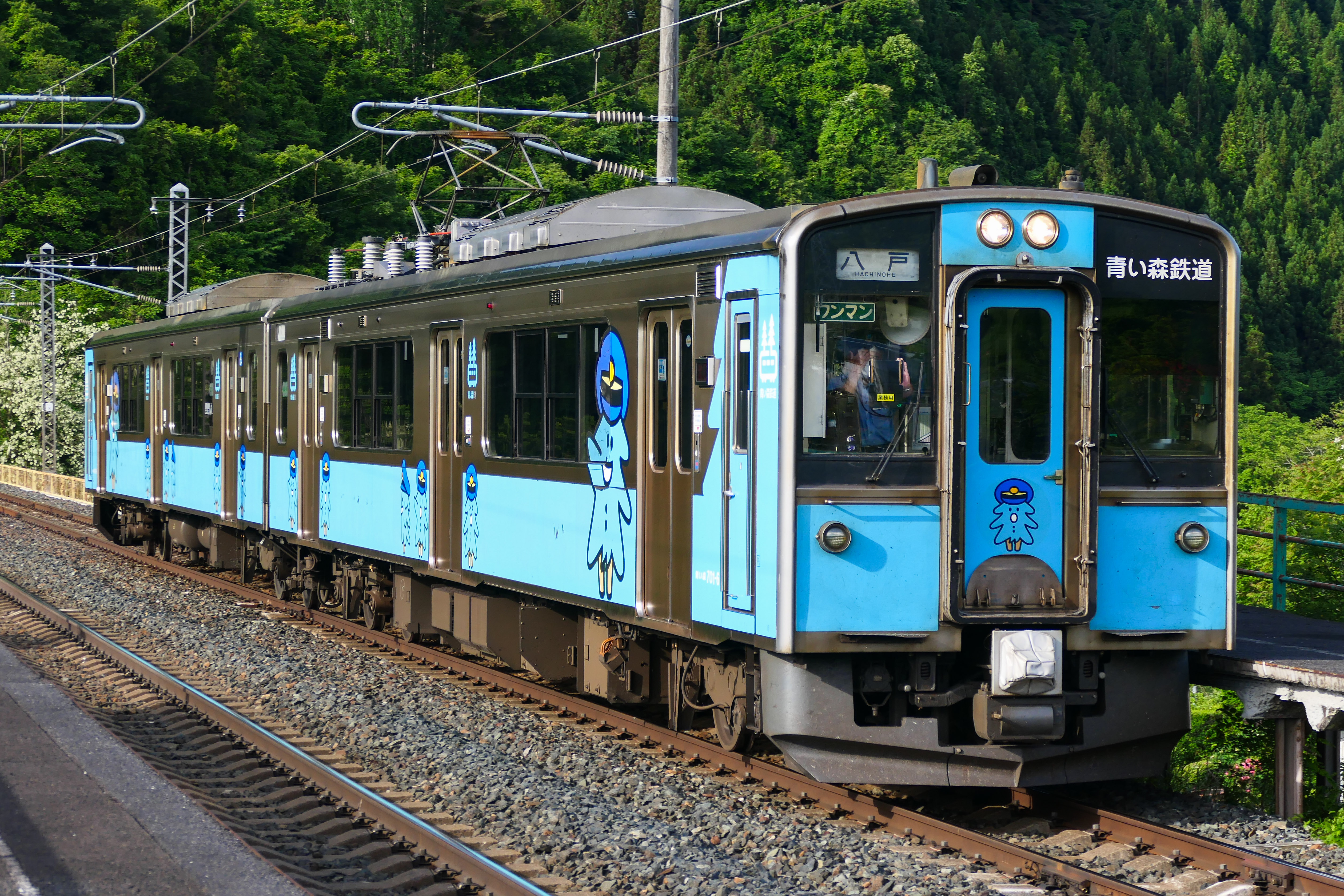
青い森鉄道青い森701系（2代目デザイン）
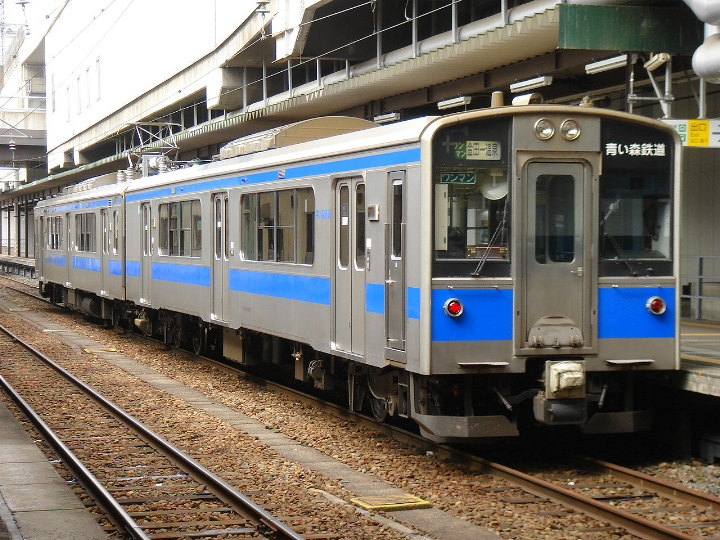
青い森鉄道青い森701系（初期デザイン）
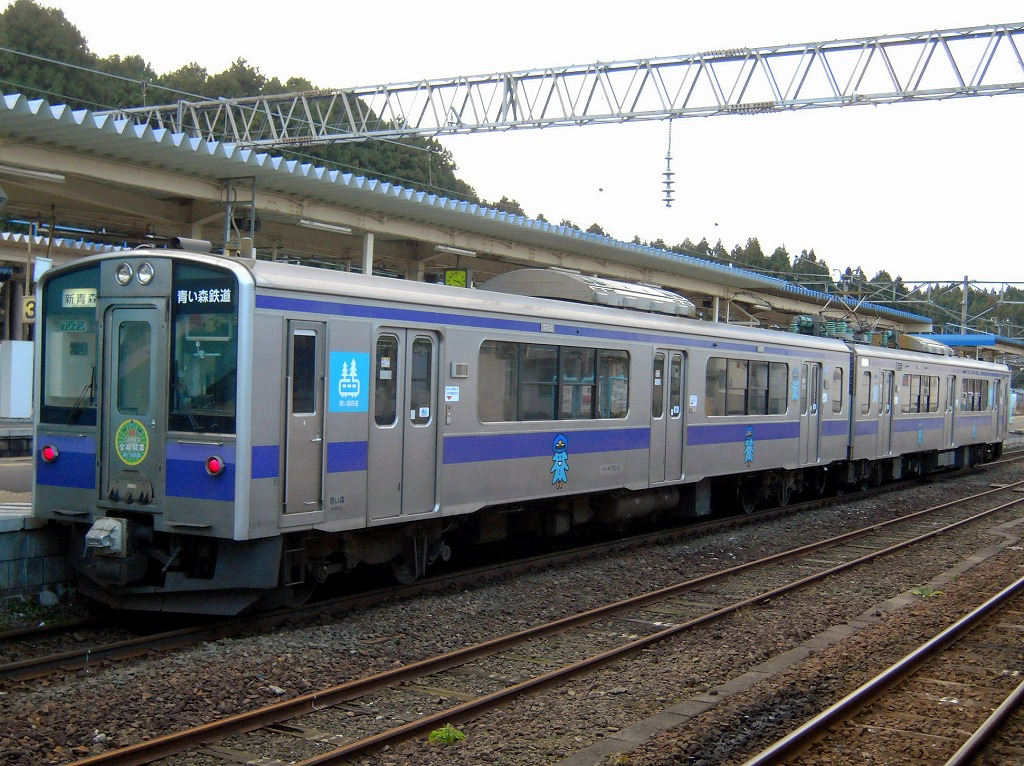
青い森鉄道青い森701系（JR時代の車体帯色の編成）
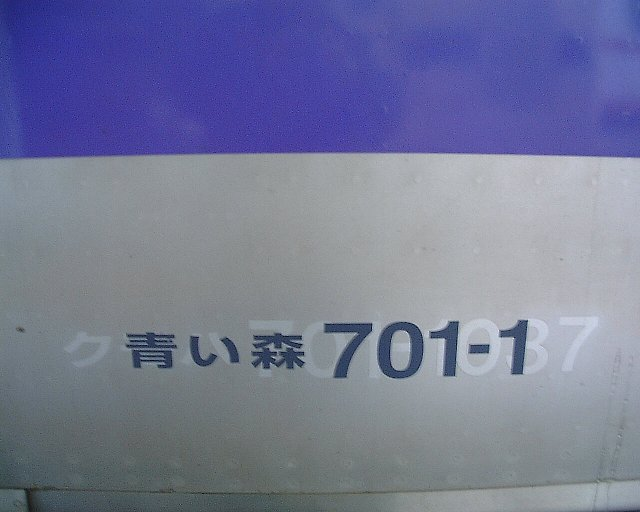
青い森701-1の車両番号（薄く クモハ701-1037と書いてある。）
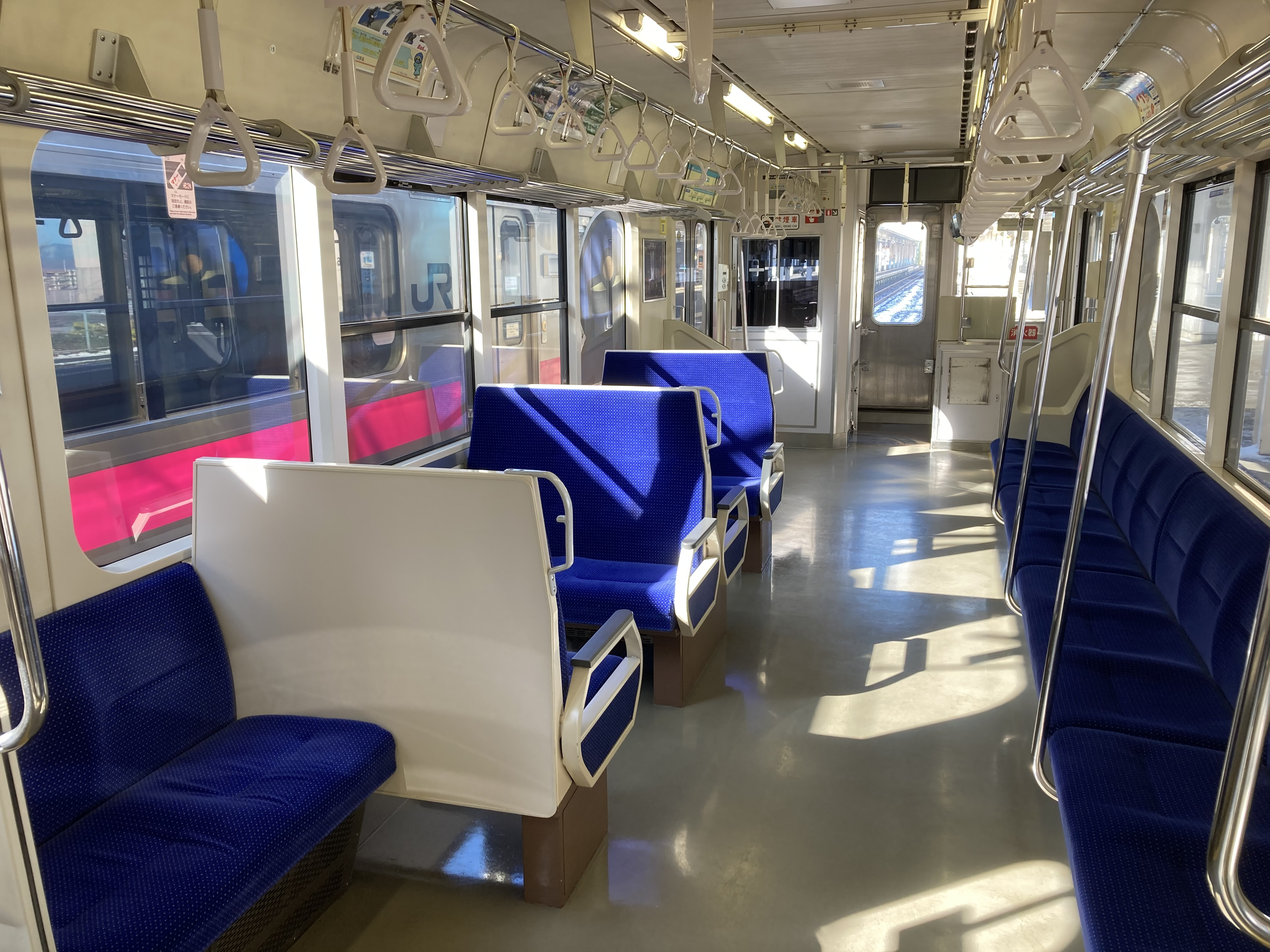
青い森701系セミクロスシート車車内
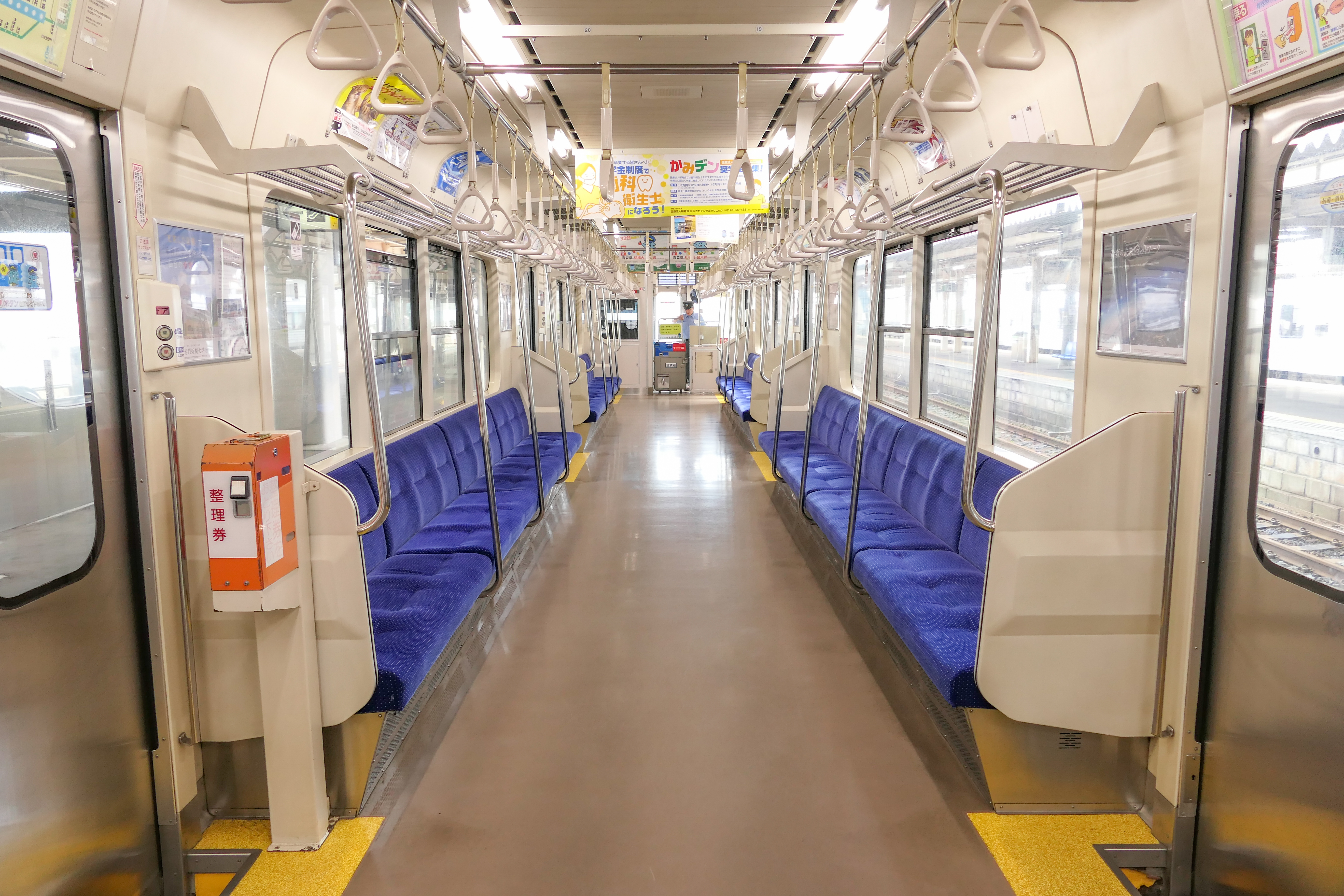
青い森701系ロングシート車車内（青い森701-5）

### IGRいわて銀河鉄道IGR7000系

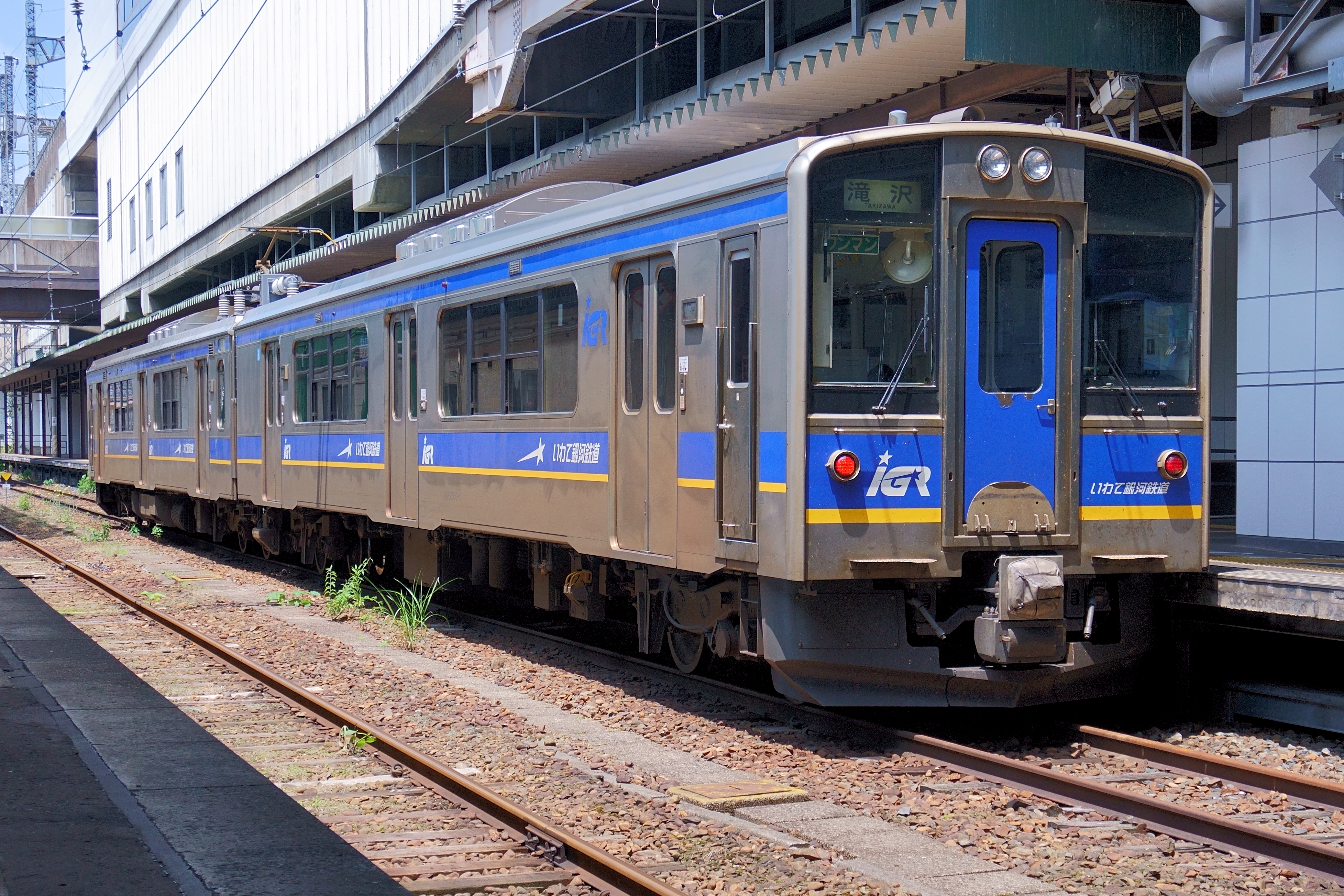
IGRいわて銀河鉄道IGR7000系0番台

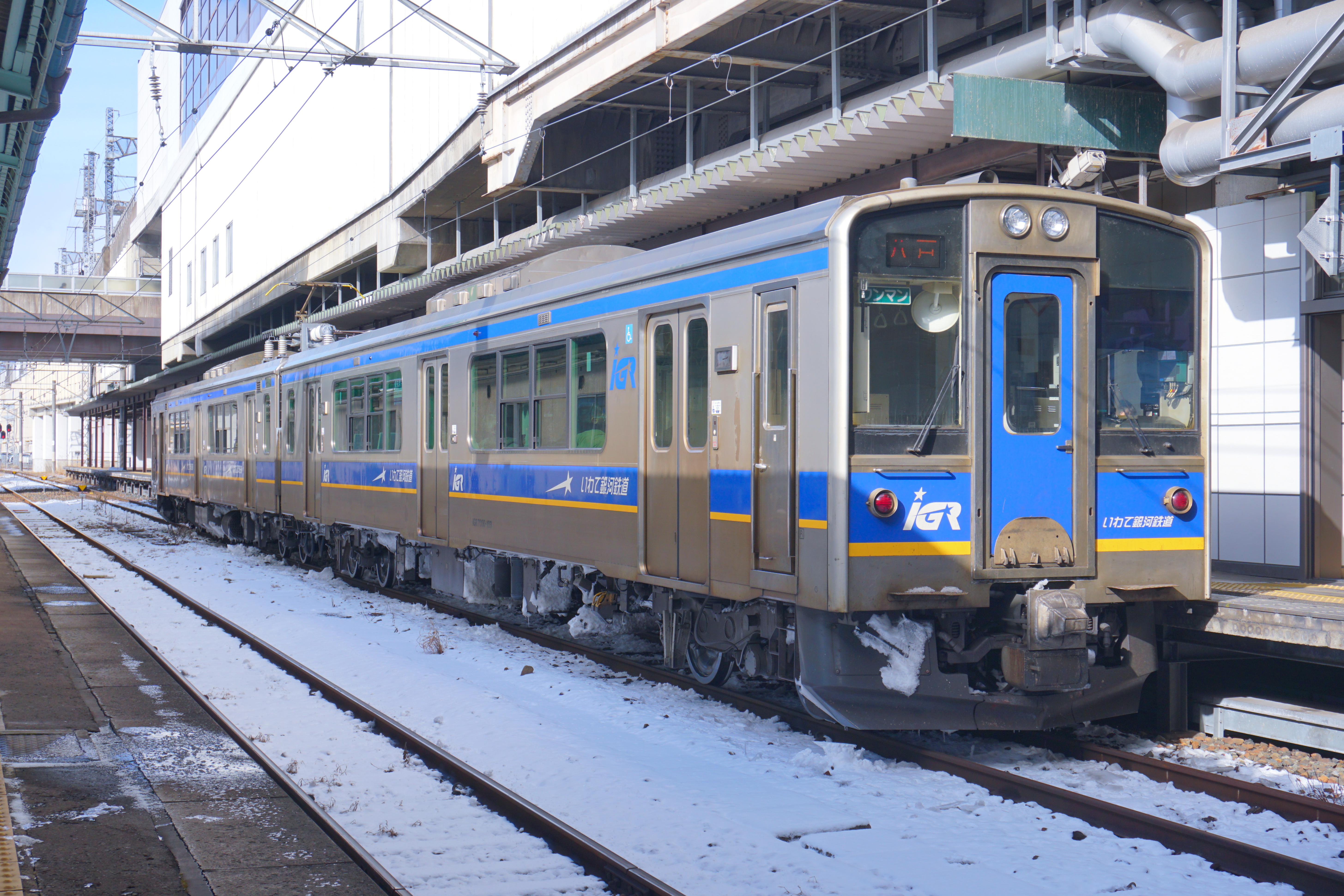
IGRいわて銀河鉄道IGR7000系100番台

2両編成7本（14両）が在籍する。4編成がJR東日本からの譲受車（0番台・1 - 4）で、3編成が新造車（100番台・101 - 103）である。車体帯色は岩手の夜空のイメージであるスターライトブルーと星の輝きのイメージであるスターライトイエローである。
目時方が制御電動車 (Mc) のIGR7001形、盛岡方が制御車 (Tc') のIGR7000形の2両固定編成。JRからの譲受車はロングシートのままである。譲受車は帯の貼り替え時に車内案内表示器を設置した。
譲受車
- クモハ701-1038 - 1041+クハ700-1038 - 1041 → IGR7001-1 - 4+IGR7000-1 - 4

新製車
- IGR7001-101 - 103+IGR7000-101 - 103

編成表
| 形式         | ◇IGR7001 (Mc) | IGR7000 (Tc') |
| 搭載機器     | MTr,CI,SIV    | CP,BT         |
| 車両重量 (t) | 36.5          | 28.4          |

## 改造

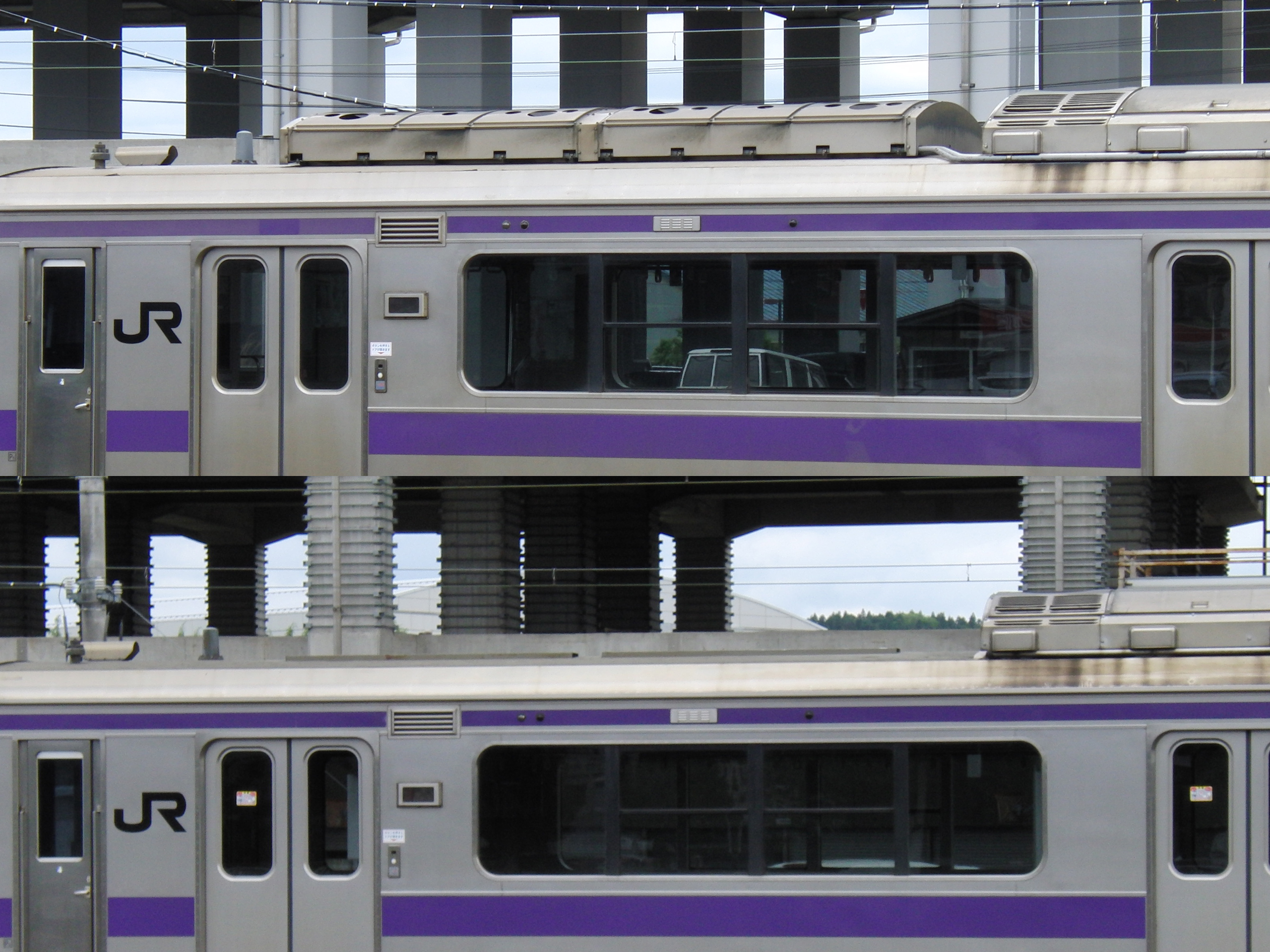
ブレーキ抵抗器（上）と撤去された跡（下）

### 更新工事
全編成に209系・E217系と同様の機器更新が実施された。主な内容は下記のとおりである。
- 主変換装置・主変圧器の更新
  - E721系電車において採用されている主変換装置・主変圧器と同形の物への取り替え
- ブレーキ制御装置の交換
- 発電ブレーキの回生ブレーキ化
  - これに伴い屋根に設置されている主抵抗器を撤去
- 一部車両には、仙台地区と同じ液晶ディスプレイ形運賃表への換装、およびワンマン放送装置の更新（ICタイプ化）が行われている。
- ドアボタンをE721系や仙石線の205系と同様のものへ更新
- 主変換装置をパワートランジスタ素子からIGBT素子を用いたものに変更

### デジタル無線搭載工事
2014年（平成26年）末ごろからデジタル列車無線搭載工事が徐々に行われている。デジタル列車無線は運転台左側に取り付けられ、アンテナは行先設定機の裏、制御機器は助手席後方の機器箱上にそれぞれ設置されている。

## 配置と運用
本系列は東北地区の多くの交流電化区間に投入され、従来の普通客車列車を完全に置き替えることとなった。本系列の導入によって普通列車の完全冷房化とスピードアップが達成され、片道200 kmを超える運用に就いたこともあった。反面、本系列によって代替された列車は従来より編成両数が短縮されたことに加え、オールロングシート化という座席構造の変化も相まって、一列車当たりの座席定員の減少を招いたことから、それら接客設備の顕著な変化については批評・批判の対象となった。
2024年（令和6年）4月1日現在の配置区所と運用区間、ならびに過去の配置区所・運用区間は以下のとおりである。

### 秋田総合車両センター南秋田センター
- 0・100番台（N編成）
  - 羽越本線（鶴岡 - 酒田 - 秋田間）
  - 奥羽本線（院内 - 青森間）
  - 津軽線（青森 - 蟹田間）
    - 山形新幹線新庄開業までは奥羽本線の山形 - 新庄間でも運用されていた。また、東北新幹線新青森開業までは東北本線の青森 - 小湊間でも運用されていた。また、2024年7月の豪雨で被災する前は奥羽本線の新庄 - 院内間でも運用されていた。

- 5000番台（N5000番台編成）
  - 田沢湖線（全線）
    - 通常、奥羽本線の大曲 - 秋田間は出入庫回送のみで営業列車は設定されていないが、毎年夏頃に全国花火競技大会への臨時列車として運行される「臨時快速花火号」やその他臨時列車でこの区間でも客扱いが行われることもある[74][75]。

### 盛岡車両センター
- 1000番台（編成番号なし）
  - 東北本線（一ノ関 - 盛岡間）
  - いわて銀河鉄道線（盛岡 - いわて沼宮内間）
    - 東北新幹線八戸開業までは東北本線の盛岡 - 青森間と津軽線でも運用されていた。

### 仙台車両センター
- 100番台（F2-100番台編成）・1000番台（2両：F2-0番台編成、4両：F4-0番台編成）・1500番台（F2-500番台編成）
  - 東北本線（新白河 - 一ノ関、岩切 - 利府間）
    - 2004年3月13日のダイヤ改正までは阿武隈急行線（福島 - 富野間）でも運用されていたが、同改正でJR車の乗り入れが廃止され撤退した。
    - 2017年10月14日のダイヤ改正までは東北本線黒磯 - 新白河間でも運用されていたが、黒磯駅の電力設備改良工事（交流直流地上切替方式廃止）に伴って黒磯駅構内に交流専用電車が乗り入れできなくなるため、これに先立つ形で同改正でE531系・キハ110系に置き換えられ撤退した。

  - 常磐線（原ノ町 - 岩沼間）
    - 東日本大震災以前はいわき - 原ノ町間、東日本大震災での被災を経て一部区間の復旧後は浪江 - 原ノ町間でも運用されていたが、2020年3月14日のダイヤ改正における常磐線全線復旧時に原ノ町駅で普通列車の系統が分離され、E531系に置き換えられる形で撤退した[注 15]。

  - 2017年10月14日のダイヤ改正までは仙山線（仙台 - 愛子間）でも運用されていたが、同改正でE721系に置き換えられ撤退した。

### 山形新幹線車両センター
- 5500番台（Z編成）
  - 奥羽本線（山形 - 新庄間）
    - 2024年3月15日までは奥羽本線米沢 - 山形間でも運用されていたが、翌16日の改正で同区間は719系に統一され、撤退した。

### 勝田車両センター（現在配置なし）
- 1000番台（K600番台編成）
  - 常磐線（小高 - 相馬間）
    - 東日本大震災・福島第一原子力発電所事故の影響で運休となっていた小高 - 相馬間（水戸支社管轄）の運行に使用するため、K618編成（元F2-18編成）、K620編成（元F2-20編成）、K625編成（元F2-25編成）の2両編成3本が仙台車両センターから転属し、運用された。
    - 運行区間は運転再開当時、津波被害や原発事故の避難区域設定となり、当時他の路線・区間から孤立しているため原ノ町駅まで陸送で搬入され、同駅常駐とされた。

### 青森車両センター（現在配置なし）
- 1000番台（編成番号なし）
  - 東北本線（八戸 - 青森間）
  - 津軽線（青森 - 蟹田間）
    - 2002年から2010年までの間、東北本線の盛岡以南と八戸以北が分断された状態となったため配置されていた。

### IGRいわて銀河鉄道（IGR7000系）
- 0・100番台
  - いわて銀河鉄道線（全線）
  - 青い森鉄道線（目時 - 八戸間）
  - 東北本線（盛岡 - 北上間）
    - かつては青い森鉄道線の八戸 - 三沢間でも運用された。

### 青い森鉄道（青い森701系）
- 0・100番台
  - 青い森鉄道線（全線）
  - いわて銀河鉄道線（全線）
    - 2010年12月以前はIGR7000系と共通運用されたため、東北本線の北上 - 盛岡間でも運用された。
    - 2017年3月以前は奥羽本線の新青森 - 青森間でも運用された。

## 編成表
特記ない限りは2022年（令和4年）4月1日時点の情報を示す。

## 車歴表
特記ない限りは2022年（令和4年）4月1日時点の情報を示す。
- 製造…川重：川崎重工業、土崎：JR東日本土崎工場
- 配置…秋田：秋田総合車両センター南秋田センター[注 16]、仙台：仙台車両センター[注 17]、盛岡：盛岡車両センター[注 18]、勝田：勝田車両センター、山形：山形新幹線車両センター[注 19]、青森：青森車両センター[注 20]、青い森：青い森鉄道、IGR：IGRいわて銀河鉄道